# Michael Schumacher
Michael Schumacher (IPA: [ˈmɪçaːʔeːl ˈʃuːmaxɐ]; Hürth, 3 gennaio 1969) è un ex pilota automobilistico tedesco.
È considerato uno dei migliori piloti di tutti i tempi in Formula 1. Insieme a Lewis Hamilton è il più vincente nella storia della Formula 1, con 7 titoli mondiali, i primi due con la Benetton (1994 e 1995) e successivamente cinque consecutivi con la Ferrari (2000, 2001, 2002, 2003 e 2004), quest'ultimo un record assoluto.
Soprannominato Kaiser, detiene alcuni primati della Formula 1 avendo conseguito, oltre ai titoli iridati, anche il maggior numero di giri veloci in gara e di hat trick, ovvero pole position, vittoria e giro più veloce nello stesso Gran Premio. Fino al 13 ottobre 2013 ha detenuto anche il record assoluto di punti in carriera, superato in quell'occasione da Fernando Alonso e in seguito da altri quattro piloti. È al secondo posto per numero di gare vinte (91), podi (155) e pole position (68), in tutte e tre le graduatorie dietro al solo Hamilton, mentre è primo (sempre insieme a Hamilton) per stagioni consecutive con almeno una vittoria all'attivo (15, dal 1992 al 2006).
Esempio di pilota capace di un continuo miglioramento nel corso degli anni, al talento naturale ha unito perfezionamenti capaci di affinare la condotta di gara, adattando il suo stile di guida al mutare delle condizioni e pianificando in anticipo ogni eventualità, il tutto mantenendo sempre una guida al limite; ciò anche grazie al duro allenamento a cui sottoponeva il proprio corpo, superiore a quello dei colleghi della sua generazione. A questo ha aggiunto una spiccata sensibilità per i limiti propri e delle sue monoposto, aspetto che ne ha fatto un pilota raramente caduto in errori e capace d'indirizzare al meglio, attraverso i suoi riscontri e giudizi, il lavoro degli uomini della squadra; ingegneri in primis, a cominciare da Ross Brawn col quale ha instaurato un duraturo sodalizio tecnico protrattosi pressoché per l'intera carriera.
Oltre che essere un pilota completo in ogni aspetto, ebbe anche grandi doti da collaudatore in grado di far crescere le proprie vetture. Schumacher è stato il primo tedesco a laurearsi campione del mondo di Formula 1 oltreché l'icona più popolare del circus nella sua generazione.
Nel mondiale 2002 si è laureato campione del mondo con sei Gran Premi di anticipo (record assoluto), diventando poi anche l'unico pilota della storia a essere salito sul podio in tutte le gare di una stagione in programma, 17 in quell'anno. Il 12 ottobre 2003, vincendo il suo sesto mondiale, è diventato il più titolato pilota di Formula 1, superando il record di Juan Manuel Fangio, e nel 2004 ha marcato un ulteriore primato vincendo, con 13 successi su 18 gare, il quinto titolo iridato consecutivo oltreché settimo della carriera. Ritiratosi una prima volta alla fine del 2006, ha deciso di tornare a correre nella stagione 2010, a 41 anni, con la Mercedes, per poi ritirarsi definitivamente alla fine del 2012.
Il 29 dicembre 2013 è rimasto gravemente ferito in un incidente su una pista da sci a Méribel, a seguito del quale ha trascorso diversi mesi in coma farmacologico.

## Biografia

### Famiglia

Da sinistra: Michael Schumacher si complimenta con il fratello minore Ralf al termine del Gran Premio d'Italia 1998; nell'occasione, per la prima volta nella storia della Formula 1, due fratelli salirono assieme sul podio

Nasce a Hürth, nell'allora Germania Ovest, in una famiglia di modeste condizioni sociali ed economiche, dai coniugi Rolf, muratore, ed Elisabeth – quest'ultima venuta a mancare nel fine settimana del Gran Premio di San Marino 2003, dopo una lunga malattia, e a cui Michael ha dedicato la vittoria conseguita –; ha un fratello minore, Ralf, divenuto a sua volta pilota in Formula 1 e padre di David, anche lui pilota automobilistico, di cui Michael è zio.
Dal 1º agosto 1995 è sposato con Corinna Betsch (già fidanzata del collega Heinz-Harald Frentzen, che lasciò proprio per lui), con la quale ha avuto due figli: Gina Maria, nata il 20 febbraio 1997, e Mick, nato il 22 marzo 1999, il quale ha seguito le orme paterne divenendo pilota di Formula 1 a sua volta; la famiglia vive nel Canton Vaud in Svizzera dal 1996. Nel 2007 Schumacher ha fatto costruire a Gland, sul Lago di Ginevra, una grande villa ultimata il 28 novembre successivo. Possiede anche un'abitazione e un autodromo a Kerpen, dove si è formato un altro campione del mondo di Formula 1, Sebastian Vettel. È diventato proprietario di un team di kart, il KSM motorsport, acronimo di Kaiser Schumacher Muchow. Dal 2003 è ambasciatore a disposizione nel corpo diplomatico della Repubblica di San Marino, incarico che ha mantenuto anche dopo l'incidente di Méribel.

### Media

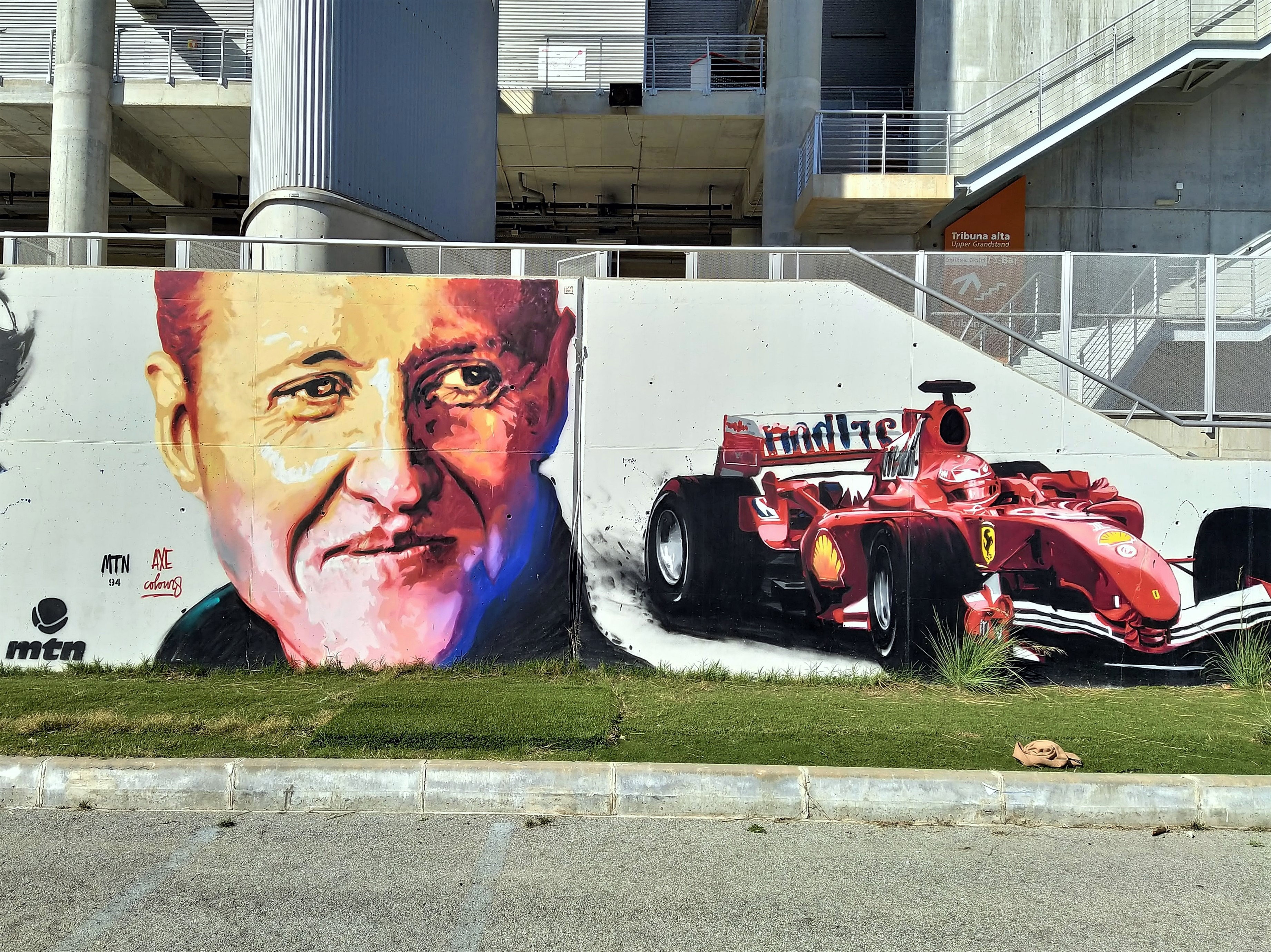
Murale dedicato a Schumacher sul circuito di Montmeló

Schumacher è presente, direttamente o indirettamente, in alcuni film. La sua prima apparizione risale al 2006, nel cartone animato Cars - Motori ruggenti della Pixar, in cui viene raffigurato con l'aspetto di una Ferrari F430 e doppia il suo personaggio in tutte le lingue; nella versione italiana pronuncia anche una frase in dialetto modenese. Nel 2008 è apparso nel film Asterix alle Olimpiadi nel ruolo del conduttore di bighe Schumix, insieme a Jean Todt.
Schumacher è inoltre apparso nella prima puntata della tredicesima stagione del programma Top Gear, nelle vesti del pilota misterioso Stig (ruolo ricoperto invece usualmente dal pilota Ben Collins), oltreché in vari spot pubblicitari per FIAT e Mercedes-Benz.
La sua vita pubblica e privata viene raccontata nel film documentario Schumacher del 2021.

### Iniziative benefiche
Schumacher è molto attivo nel campo della beneficenza. Dal 2002 è ambasciatore speciale dell'UNESCO, alla quale ha donato un milione e cinquecentomila euro. Nel 2004 ha elargito una donazione alle vittime dello tsunami nell'oceano Indiano. Per molti anni ha giocato a calcio con la nazionale piloti e ha partecipato a varie partite il cui ricavato era devoluto in beneficenza; ad esempio, nel 2009 partecipò all'incontro tenutosi a Coriano contro la squadra della comunità di San Patrignano per raccogliere fondi da destinare alle vittime del terremoto in Abruzzo.

### L'incidente di Méribel
La mattina del 29 dicembre 2013, durante una discesa fuoripista in sci sulle nevi di Méribel, nel dipartimento francese della Savoia, Schumacher cadde e sbatté la testa contro una roccia. L'ex pilota fu trasportato al Centro Ospedaliero Universitario di Grenoble, dove venne sottoposto a un'operazione neurochirurgica urgente per trattare il grave trauma cranico e l'emorragia cerebrale, dopodiché fu mantenuto in coma farmacologico.
Il 16 giugno 2014, dopo circa sei mesi, la portavoce e manager Sabine Kehm dichiarò che Schumacher era uscito dal coma e aveva lasciato l'ospedale per iniziare un percorso riabilitativo in una clinica privata. Già ad aprile erano stati annunciati periodi di risveglio, ripresa della coscienza e interazione con l'ambiente circostante. È stato infine deciso un percorso riabilitativo al centro di neuroscienze dell'ospedale universitario di Losanna, non lontano dalla sua villa di Gland.
Il 9 settembre 2014 Schumacher fu dimesso dal centro di Losanna per proseguire la riabilitazione a casa. Da allora la famiglia mantiene un assoluto riserbo sulle condizioni di salute dell'ex pilota.
Secondo la testimonianza di un maestro di sci di Méribel (che sarebbe stato fra i primi a soccorrere Schumacher) raccolta dal giornalista tedesco Jens Gideon, all'imprudenza di Schumacher – impegnato in un freeride nonostante le condizioni meteorologiche non ottimali – sarebbe seguita la negligenza dei soccorritori, che ritrovatisi di fronte un soggetto inizialmente ancora cosciente avrebbero sottovalutato il trauma propendendo per un trasporto in elisoccorso in una clinica nella vicina Moûtiers; tuttavia, secondo quanto affermato dal maestro di sci, le condizioni di Schumacher si sarebbero fatte critiche durante il viaggio, rendendo necessario un cambio di destinazione verso l'ospedale di Grenoble, più attrezzato a gestire la situazione, perdendo così del tempo che avrebbe potuto rivelarsi prezioso per contenere i danni cerebrali emersi.

## Carriera

### Esordi

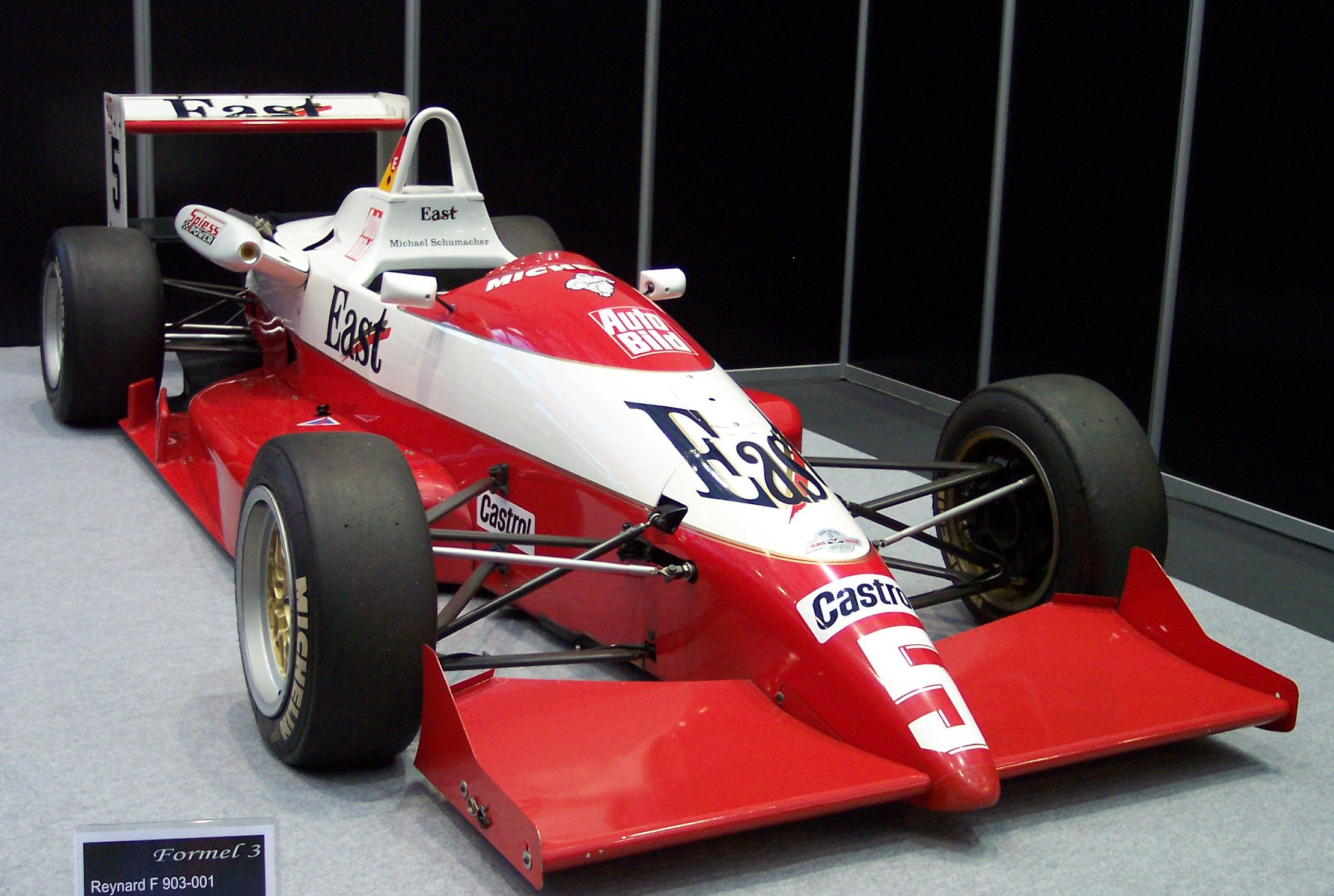
La Reynard guidata da Schumacher in Formula 3 nella stagione 1990

Schumacher ebbe i primi contatti con l'automobilismo all'età di quattro anni, alla guida di un kart sul circuito di Kerpen, gestito dal padre. Nel 1984 venne contattato da un imprenditore della zona, Jürgen Dilk, rimasto impressionato dal ragazzino, che decise di aiutare economicamente; negli anni seguenti vinse il titolo junior tedesco e il campionato europeo a Göteborg, in Svezia. Nell'ultima gara avvenne un episodio singolare: proprio all'ultima curva dell'ultimo giro, Alex Zanardi e Massimiliano Orsini presero male la curva, facendo così un fuoripista e regalando a Schumacher non solo la vittoria della gara, ma anche il campionato.
Nel 1988 passò dai kart alle monoposto delle classi superiori. Sempre grazie a Dilk, partecipò sia al campionato tedesco sia a quello europeo di Formula Ford: si piazzò rispettivamente sesto e secondo, in quest'ultimo alle spalle di Mika Salo. Nello stesso anno venne aiutato anche da Gustav Hoecker, concessionario del marchio Lamborghini, a gareggiare in Formula König, serie addestrativa utilizzante telai e motori della Formula Panda italiana: vinse nove gare su dieci laureandosi facilmente campione. Il passaggio scontato per Schumacher sarebbe stato la Formula 3, ma Dilk gli fece capire di non potersi permettere di sostenere gli alti costi di tale categoria; intervenne allora Willi Weber, proprietario di un team, che era rimasto stupito dalle capacità del giovane pilota tedesco e decise quindi di offrirgli un contratto per gareggiare nella serie a partire dal 1989. Ebbe così inizio un duraturo sodalizio tra i due, con Weber che avrebbe affiancato Schumacher come manager per tutto il resto della sua carriera agonistica.

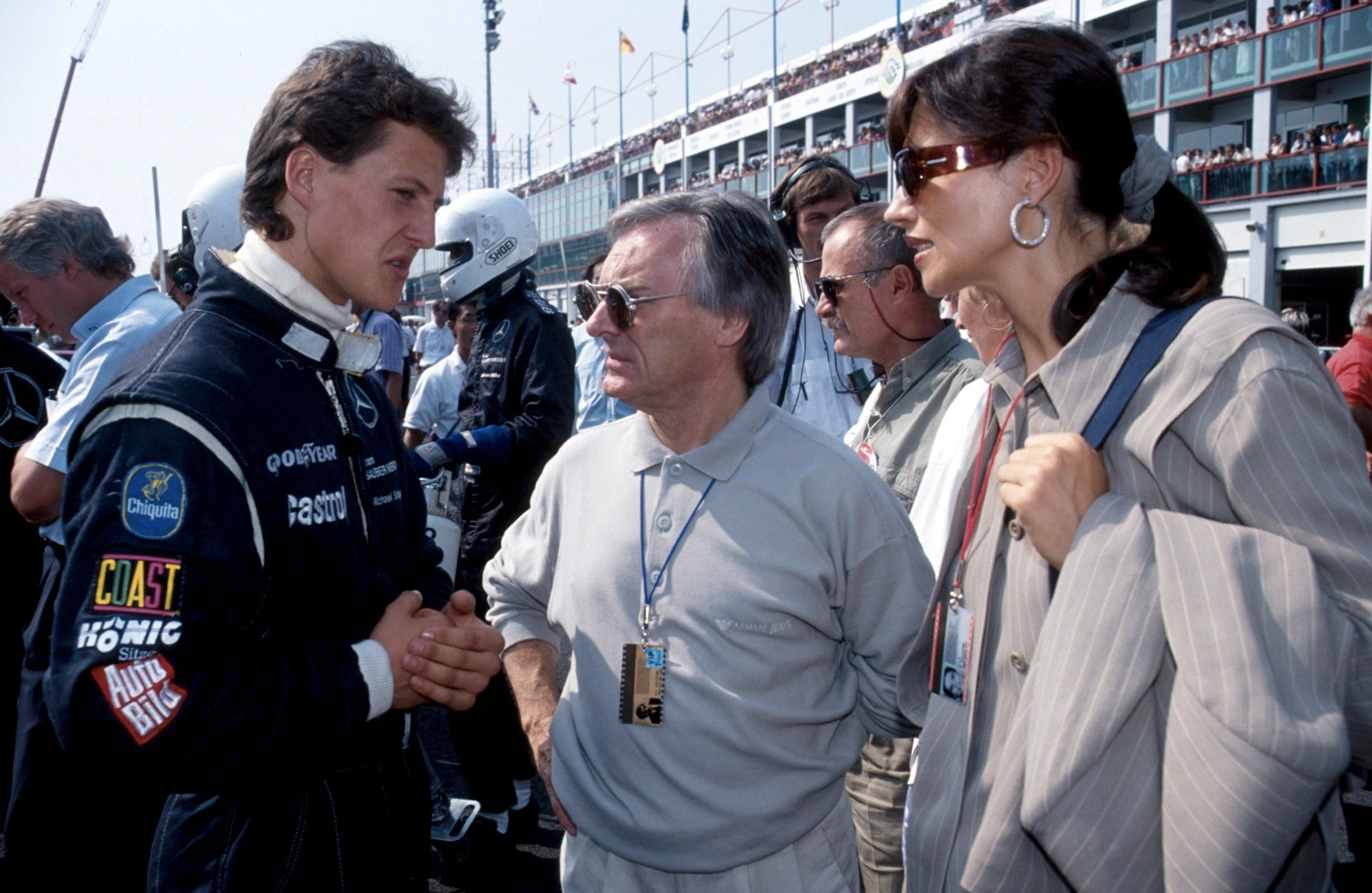
Da sinistra: Schumacher discute con Bernie e Slavica Ecclestone durante una prova del Campionato del mondo sportprototipi a Nevers Magny-Cours nel 1991

Schumacher chiuse il campionato tedesco di Formula 3 al secondo posto, battuto di un solo punto da Karl Wendlinger. Nel 1990, al secondo anno nella categoria, riuscì a laurearsi campione, vincendo peraltro due prestigiose gare internazionali della medesima serie: il Gran Premio di Macao e quello del Monte Fuji. Sempre nel 1990 firmò un contratto con la Mercedes per pilotare le vetture della casa di Stoccarda impegnate nel Campionato del mondo sportprototipi di Gruppo C, sotto la direzione di Peter Sauber. Schumacher si sarebbe alternato con i suoi rivali in F3, Heinz-Harald Frentzen e Karl Wendlinger, nell'affiancare l'esperto Jochen Mass; venne così creato uno junior team in seno alla casa di Stoccarda, vivaio di giovani talenti dell'automobilismo tedesco. Schumacher colse una vittoria nell'ultima prova stagionale del mondiale prototipi, la 480 km di Città del Messico, in coppia con Mass.
La Mercedes stava intanto meditando un ritorno alle gare di Formula 1 con una propria monoposto, dopo l'abbandono del 1955, affidandosi a Jochen Neerpasch come responsabile del reparto corse; in quest'ottica Schumacher sarebbe stato scelto come primo pilota della squadra. Il progetto non si realizzò per gli eccessivi costi e la casa tedesca si limitò a fornire il motore alla Sauber a partire dal 1993. Nel 1991, Schumacher gareggiò nel Campionato del mondo sportprototipi, ottenendo una vittoria e concludendo nono nella classifica piloti; nell'appuntamento più importante della stagione, la 24 Ore di Le Mans, giunse quinto (insieme a Wendlinger e Fritz Kreutzpointner), marcando il giro più veloce in gara. Prese poi parte anche a una gara di Formula Nippon, arrivando secondo.

### Formula 1

#### Il debutto con la Jordan (1991)

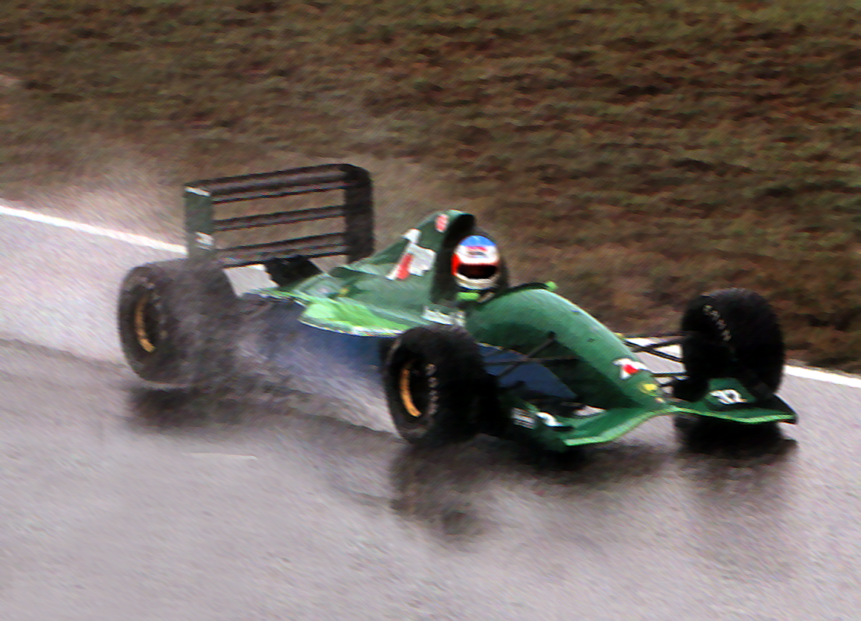
Schumacher testa la Jordan 191 nel

Schumacher debuttò in Formula 1 nel corso del 1991, al volante della Jordan. La squadra irlandese, rivelazione della stagione, in vista del Gran Premio del Belgio ebbe infatti necessità di sostituire in tempi brevi Bertrand Gachot, ritrovatosi in stato di arresto a Londra dopo una lite con un tassista. La Mercedes propose quindi Schumacher al team di Eddie Jordan, unitamente alla promessa di versamento (insieme agli sponsor personali tic tac e Dekra) di un contributo di 150 000 dollari. Il manager di Michael, Willi Weber, affinché la Jordan approvasse tale candidatura, bluffò asserendo che il pilota conosceva a menadito il probante tracciato di Spa-Francorchamps, per via della vicinanza alla natìa Kerpen; in realtà, come rivelato dallo stesso Weber solo nel ventennale dell'esordio in Formula 1 di Schumacher, non vi aveva mai girato prima. Ad ogni modo venne organizzata una sessione di test sul circuito di Silverstone, il cui esito convinse definitivamente la scuderia irlandese ad affidare la sua monoposto al giovane tedesco.
Nonostante Schumacher affrontasse per la prima volta il difficile circuito, stupì gli addetti ai lavori qualificandosi al settimo posto in griglia di partenza; la sua gara però durò solo un centinaio di metri, dopodiché la rottura della frizione lo costrinse al ritiro. Le prestazioni offerte durante il fine settimana belga attirarono comunque l'attenzione di Flavio Briatore, direttore della Benetton, che gli offrì subito un contratto per affiancare l'allora prima guida Nelson Piquet al volante della B191. 
La scelta fu foriera di perplessità per la giovane età e l'apparente inesperienza del debuttante, ma soprattutto causò frizioni in seno a entrambe le scuderie. Eddie Jordan aveva infatti cercato di far firmare a Schumacher un precontratto con opzione per proseguire il legame a medio-lungo termine, ma il pilota (su indicazione di Weber, il quale riteneva che la competitività della squadra irlandese negli anni seguenti sarebbe andata a scemare) non l'aveva sottoscritto. In casa Benetton, invece, Piquet espresse il proprio malumore per la prospettiva di doversi confrontare alla pari con un giovane rampante e non più col connazionale Roberto Moreno, ben meno veloce; a difesa di quest'ultimo, peraltro, si espose anche l'allora numero uno della griglia, Ayrton Senna, che fece pressione affinché l'amico non venisse appiedato. Briatore era però determinato ad avere Schumacher con sé e infine chiuse la questione girando Moreno alla Jordan a titolo gratuito, continuando a pagargli l'ingaggio fino al termine della stagione.

#### Il passaggio in Benetton (1991-1993)

Schumacher, all'esordio su Benetton nel Gran Premio d'Italia 1991, ottiene i suoi primi punti in Formula 1

##### 1991
Fin dai primi test con la Benetton, Schumacher stupì il personale del team per la propria competitività e la meticolosità sia nella messa a punto della macchina, sia anche nella propria preparazione fisica.
Nella successiva gara a Monza, la prima che lo vedeva al volante della monoposto anglo-trevigiana, il pilota tedesco andò subito a punti, chiudendo al quinto posto oltreché davanti al suo compagno di squadra. Nelle rimanenti gare della stagione si piazzò per altre due volte in zona punti – all'epoca ristretta ai primi sei classificati –, imponendosi come futura promessa dell'automobilismo.

##### 1992

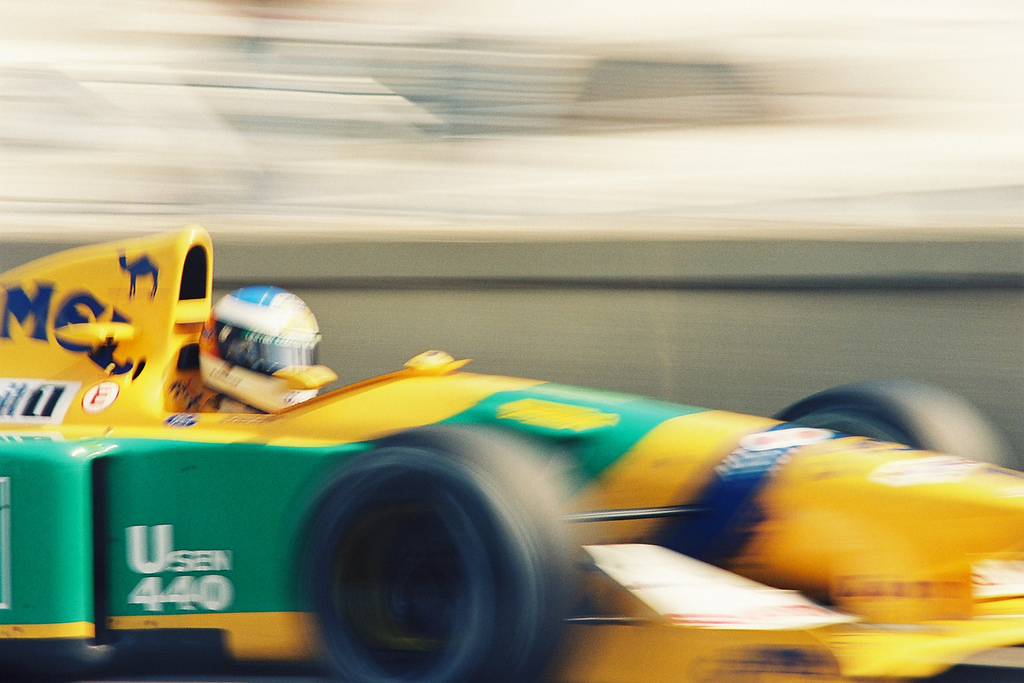
Schumacher durante il Gran Premio di Monaco 1992

Al termine della stagione Piquet lasciò la Formula 1 e venne sostituito alla Benetton da Martin Brundle. Durante la stagione 1992 Schumacher cominciò a inserirsi stabilmente nelle posizioni di testa, ottenendo alcuni podi, fino alla prima vittoria nel Gran Premio del Belgio. A tre gare dal termine, con il mondiale già assegnato a Nigel Mansell, l'attenzione si spostò sulla lotta per la seconda posizione in classifica che vedeva coinvolti Schumacher, che precedeva Senna e Patrese distanti solo una lunghezza. Alla fine la spuntò il padovano con Schumacher terzo in classifica mondiale, davanti a Senna, tradito in diverse occasioni da una McLaren spesso inaffidabile.
Intanto la rivalità tra il fuoriclasse brasiliano e l'emergente tedesco aveva cominciato a delinearsi già durante i primi Gran Premi dell'anno. In Brasile Schumacher accusò pubblicamente Senna di averlo intralciato in gara con comportamenti poco corretti, mentre in realtà gli improvvisi rallentamenti della McLaren del brasiliano erano dovuti a problemi di natura elettronica. In Francia il tedesco tamponò il brasiliano al primo giro; il Gran Premio fu poi interrotto a causa della pioggia e a quel punto Senna, che aveva già dismesso la tuta da gara, tornò in abiti civili sulla griglia di partenza per affrontare Schumacher: tenendo a distanza le telecamere, lo rimproverò per le accuse di ostacolamento che gli aveva rivolto in Brasile e lo tacciò di eccessiva spregiudicatezza al volante.

Schumacher (a destra) festeggia sul podio di Gran Premio d'Italia 1992, chiuso al terzo posto; alla sua destra l'allora numero uno della griglia, il vincitore Ayrton Senna, con cui il tedesco si ritrovò più volte in conflitto agli esordi

La tensione tra i due si riacutizzò durante una sessione di test sul circuito di Hockenheim: i due si sfiorarono più volte in pista con le ruote e, una volta rientrati ai box, arrivarono quasi alle mani.

##### 1993
Nella stagione 1993 la Benetton ottenne una fornitura esclusiva di motori Ford, qualitativamente superiori a quelli in versione clienti forniti alla McLaren, che invece ne beneficiò solo dal Gran Premio di Gran Bretagna; inoltre i nuovi sistemi di controllo della trazione (introdotti però solo a metà stagione) contribuirono a rendere competitiva la vettura del pilota tedesco. Come compagno di squadra, Brundle venne sostituito da Riccardo Patrese il quale nelle stagioni precedenti era stato la seconda guida della Williams.

Schumacher nel Gran Premio d'Italia 1993

Nel corso della stagione, segnata sempre dal dominio del team di Didcot, questa volta con Prost tornato alle corse e subentrato a Mansell, Schumacher ottenne diversi podi e un'ulteriore vittoria in Portogallo; a inizio settembre, inoltre, ufficializzò il rinnovo del contratto con la Benetton anche per la stagione seguente, rivelando di aver fatto inserire una clausola in cui stabiliva di non voler come compagno di squadra né Senna né Mansell, onde evitare episodi di competizione interna. A fine stagione, con il titolo mondiale assegnato a Prost, il tedesco arrivò quarto in classifica. La continuità di risultati che la scuderia anglo-italiana cominciava ad avere da un biennio a quella parte, spesso sul podio, fece ben sperare per una futura competitività della vettura in modo tale da inserirsi tra i pretendenti al titolo.

#### I primi titoli mondiali (1994-1995)

##### 1994
In vista della stagione 1994 il presidente della Federazione Internazionale dell'Automobile (FIA), Max Mosley, promosse una decisa riforma del regolamento tecnico della Formula 1: venne vietata gran parte degli ausili elettronici liberamente impiegati fino ad allora, su tutti sospensioni attive, controllo di trazione e meccanismi di partenza automatici; inoltre dopo undici anni vennero reintrodotti i rifornimenti di carburante durante la gara, permettendo la riduzione della capacità dei serbatoi. La speranza della Federazione era quella di ridurre le prestazioni delle monoposto e aumentare lo spettacolo e la competizione, diminuendo il vantaggio di sviluppo accumulato dalla Williams, dominatrice incontrastata dal precedente biennio.

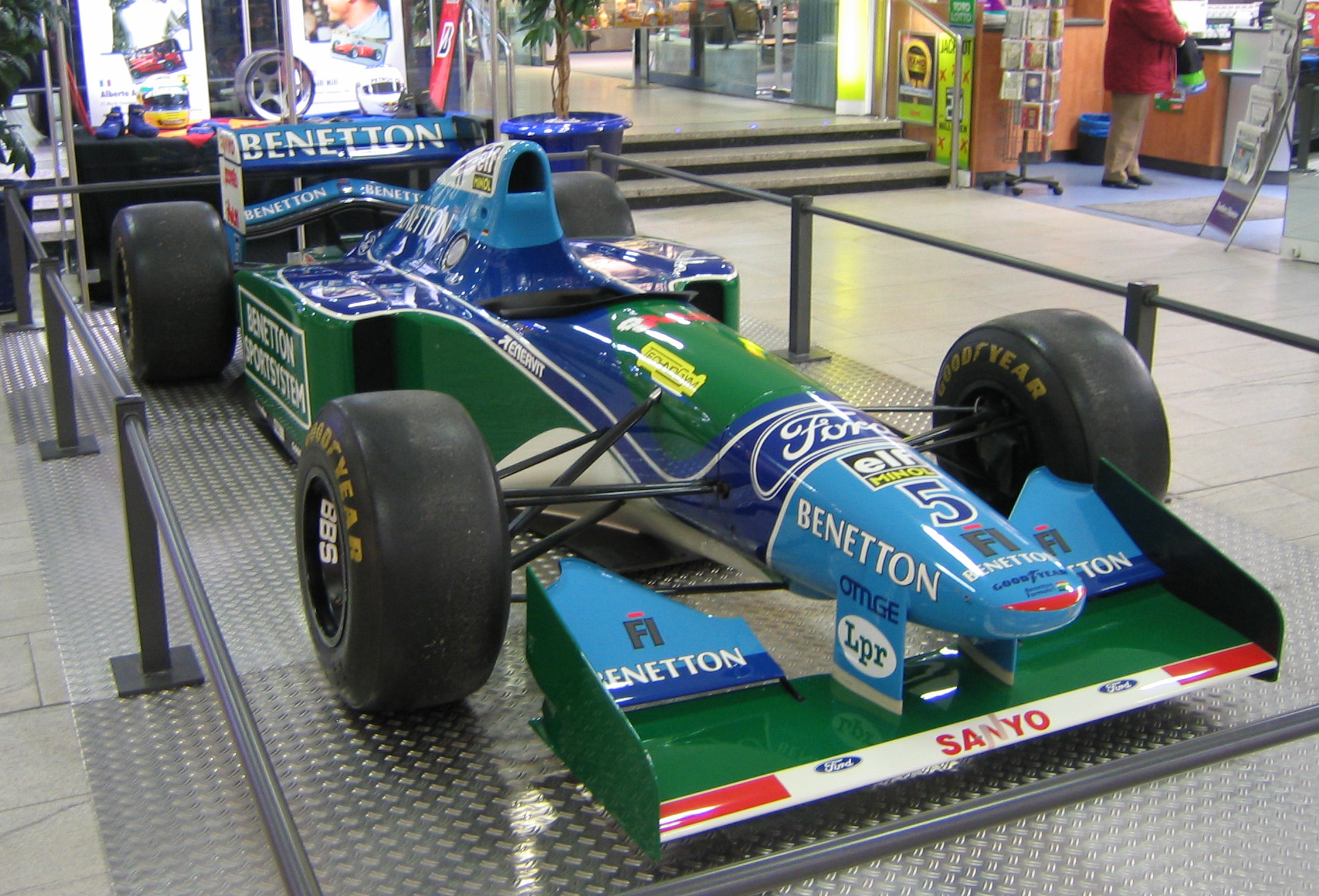
La Benetton B194 utilizzata da Schumacher nel

La Benetton si presentò come una delle squadre candidate alla lotta per il titolo mondiale, nonostante il pronostico fosse tutto dalla parte della Williams, che oltre a essere dotata del motore V10 Renault, più performante del V8 Ford della scuderia anglo-trevigiana, aveva ingaggiato Ayrton Senna al posto del ritirato Alain Prost.
Le prime due gare del campionato furono vinte da Schumacher, la cui competitività alla guida della B194 risultò a tratti sorprendente: di contro il campione brasiliano patì due ritiri, a causa di un suo errore in Brasile e tamponato da Mika Häkkinen alla partenza nel Gran Premio del Pacifico.
Il successivo fine settimana di Imola ebbe esiti tragici, con il ferimento di Rubens Barrichello durante le prove libere, la morte di Roland Ratzenberger durante le qualifiche e quella di Ayrton Senna durante la gara, a cui si sommarono i gravi incidenti in partenza e corsia box che coinvolsero anche spettatori e meccanici; questi drammatici eventi segnarono un punto di svolta per la Formula 1, che procedette a una riforma profonda. La FIA introdusse una serie di misure correttive per migliorare la sicurezza in successivi interventi regolamentari. Nel frattempo Schumacher, dopo aver vinto le prime tre gare, continuò con ottime prestazioni cogliendo vittorie a Monaco, Canada e Francia, oltre a un secondo posto in Spagna conquistato con il cambio bloccato in quinta marcia. Al termine del Gran Premio di Francia, il vantaggio del tedesco sul suo immediato inseguitore, Damon Hill, era di trentasette punti (66 punti contro i 29 del pilota britannico).

Il volto tirato di Schumacher sul podio del Gran Premio di San Marino 1994, vittorioso per il tedesco ma tragicamente segnato dalle morti dei colleghi Ratzenberger e Senna; per il Kaiser la stagione si concluderà con la conquista del primo titolo mondiale

Inoltre il pilota tedesco, dopo i fatti di Imola, divenne il presidente della Grand Prix Drivers' Association, riformatasi dopo 12 anni.
A Silverstone Schumacher superò Hill nel giro di ricognizione e non scontò (su consiglio del muretto del suo team) la penalità inflittagli, venendo infine squalificato; la scuderia anglo-italiana tentò di giustificare l'accaduto adducendo un errore di comunicazione tra i commissari di gara e la squadra, ma i giudici sportivi, ravvisando il dolo, inflissero al tedesco ulteriori due gare di squalifica. La Benetton fece appello, cosa che, nel frattempo, permise al pilota di correre la gara di casa (ove dovette comunque ritirarsi), il Gran Premio d'Ungheria (dove tornò sul gradino più alto del podio) e il Gran Premio del Belgio (che il pilota tedesco vinse, vedendosi però revocare il successo per l'eccessivo consumo del fondo in legno della monoposto). Le sorti sembrarono così volgersi in sfavore di Schumacher, che quindi saltò i due Gran Premi successivi in Italia e Portogallo: quando tornò in pista il suo vantaggio su Hill si era ridotto a un solo punto. A Jerez de la Frontera Schumacher vinse, ma Hill lo precedette ancora in Giappone, ove si corse in condizioni di bagnato intenso. Fu così che i due rivali si presentarono alla gara finale divisi da un solo punto.
Schumacher fu autore di una partenza perfetta nel Gran Premio d'Australia. Alle sue spalle Hill manteneva il passo della Benetton, tenendosi costantemente a meno di 2 secondi di distacco. Durante il 35º giro tuttavia, il tedesco sbagliò del tutto l'ingresso nella curva a sinistra della East Terrace e andò a sbattere contro un muretto di cemento, danneggiando irrimediabilmente la sospensione posteriore destra della Benetton. Hill cercò subito di approfittare dell'errore del rivale, portando un attacco in staccata nella successiva curva a destra: Schumacher sterzò verso l'interno, andando così a scontrarsi con la Williams. Il contatto provocato dal tedesco fu così violento che la Benetton rischiò quasi di ribaltarsi, facendo la curva su due ruote e terminando la corsa contro le barriere di protezione. Hill tentò di proseguire, ma la sua Williams nell'urto aveva subìto il piegamento di un braccio della sospensione anteriore sinistra: dopo un infruttuoso tentativo di ripararla ai box, dovette a sua volta ritirarsi. Vinse Nigel Mansell, all'ultimo successo in carriera.
La manovra fu molto contestata e il pubblico si divise. Una parte degli appassionati sosteneva che la mossa di Schumacher fosse stata volontaria, mentre un'altra non ravvisò alcuna predeterminazione da parte del tedesco. La collisione venne valutata come un normale incidente di gara e Schumacher non venne sanzionato, sicché il titolo di campione del mondo andò per la prima volta al pilota tedesco, che divenne il primo campione mondiale della sua nazione.
Nel mentre Flavio Briatore aveva attuato una manovra finalizzata a ottenere la fornitura di propulsori Renault, all'epoca i più prestazionali della griglia: non potendo stipulare un accordo diretto per via dell'opposizione della Williams, nel maggio 1994 aveva rilevato la Ligier (in difficoltà a seguito dei problemi giudiziari del patron Cyril de Rouvre) allo scopo di "trasferire" i relativi motori francesi alla Benetton. Ottenuto l'obiettivo, a fine stagione il contratto in essere con la Ford fu risolto anticipatamente e unilateralmente; la casa statunitense, in risposta, bloccò immediatamente la fornitura delle proprie unità motrici alla squadra anglo-trevigiana. In tale situazione, e in attesa della nuova B195 motorizzata Renault, a dicembre 1994 Schumacher poté prendere confidenza coi nuovi propulsori francesi provando per alcuni giorni la Ligier JS39B sul circuito di Estoril.

##### 1995

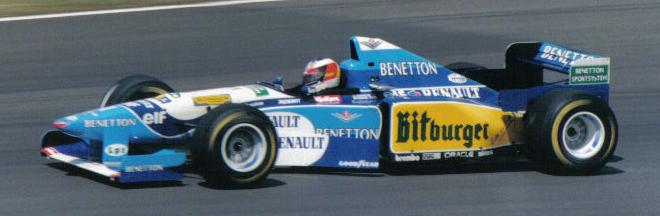
Schumacher nel Gran Premio di Gran Bretagna 1995

Nella stagione 1995 la Benetton montò lo stesso motore Renault V10 utilizzato dalla Williams, e Schumacher fu affiancato in pianta stabile come seconda guida da Johnny Herbert. La prima fase del mondiale fu controversa: in Brasile il tedesco dominò la gara, grazie anche al ritiro di Hill, ma la sua vittoria fu inizialmente annullata, così come il secondo posto di Coulthard su Williams, per la non conformità del carburante Elf utilizzato dalle due squadre; la decisione finale della FIA fu però quella di confermare il piazzamento dei piloti, punendo solo la negligenza dei team cui vennero sottratti i punti per la classifica costruttori. Dopo un brutto incidente a Imola, Schumacher tornò alla vittoria nel Gran Premio di Spagna.
A Silverstone (così come accadrà successivamente a Monza) venne tamponato da Hill mentre erano in lotta per il primo posto. Dopo 8 gare Schumacher era in testa alla classifica con undici punti di vantaggio sul rivale britannico. Schumacher diede l'allungo decisivo in classifica a Spa-Francorchamps in una gara rocambolesca: vinse partendo dal sedicesimo posto e duellando per diversi giri su pista bagnata con gomme slick contro Hill, munito invece di pneumatici da pioggia. A fine settembre, rimase coinvolto in un incidente sull'autostrada per Colonia senza conseguenze. Dopo un secondo posto e una vittoria nel Gran Premio d'Europa, il tedesco conquistò il suo secondo titolo con due gare di anticipo, sul circuito di Aida nel Gran Premio del Pacifico.
Con la successiva vittoria in Giappone, permise alla Benetton di conquistare anche l'unico mondiale costruttori della sua storia. Fu l'ultima stagione di Schumacher con la Benetton; difatti, già a campionato inoltrato, Schumacher aveva preso la decisione di accettare l'offerta della Ferrari, impegnata nella propria ricostruzione per tornare a vincere dopo circa 17 anni di digiuno, e in estate firmò per il team di Maranello.

#### L'approdo in Ferrari (1996-1999)

##### 1996

Da destra: Schumacher nei box di Imola con il presidente della Ferrari, Luca Cordero di Montezemolo, e Gianni Agnelli durante una giornata di test, 6 giugno 1996

Nel 1996, Schumacher passò alla Ferrari, scuderia con la quale sarebbe divenuto il pilota più titolato della storia della Formula 1; come seconda guida gli fu affiancato Eddie Irvine, proveniente dalla Jordan Grand Prix. L'esordio fu difficile: la squadra non vinceva un titolo mondiale piloti dal 1979, mentre il titolo costruttori mancava dal 1983, il clima all'interno dell'organico non era ottimale e, sebbene dal 1994 si apprezzasse una qualche ripresa nella competitività, il divario tecnico dalle scuderie britanniche sembrava lungi dall'essere colmato. La monoposto F310 non faceva eccezione, dando a vedere scarsa affidabilità e prestazioni non al top. Tuttavia Schumacher seppe parzialmente supplire col proprio talento ai limiti del mezzo: nelle prime 5 gare conquistò 3 podi, ma il distacco in classifica dal leader Hill era già di 26 punti.
Non mancarono tuttavia anche suoi errori, come a Monte Carlo, dove vanificò un possibile successo: partito dalla pole position, fu subito sorpassato da Hill e successivamente già nel corso del primo giro, fu costretto al ritiro, dopo essere scivolato su un cordolo bagnato che lo catapultò contro le barriere dalla parte opposta. La prima vittoria in Ferrari arrivò nel Gran Premio successivo, in Spagna, corso sotto il diluvio: dopo essere partito male facendo pattinare le gomme sulla pista allagata, fu protagonista di una rimonta passata agli annali, guadagnando in media quattro secondi al giro sui piloti di testa, superandoli e arrivando al traguardo con un minuto scarso di vantaggio sul secondo in classifica finale, Jean Alesi.

Schumacher festeggia la vittoria nel Gran Premio d'Italia 1996, la prima della carriera sul tracciato monzese

A questo successo, tuttavia, seguirono cinque gare con soli tre punti conquistati, sempre a causa della scarsa affidabilità della F310: in Canada si staccò un semiasse all'uscita da un pit stop, mentre in Francia il motore Ferrari si ruppe addirittura nel giro di ricognizione, unitamente a vari problemi al cambio.
Schumacher tornò alla vittoria al Gran Premio del Belgio, approfittando delle condizioni meteo mutevoli. Il divario tecnico tra la Ferrari e la Williams, seppur ancora notevole, si stava lievemente assottigliando: ciò fu in parte confermato dai buoni risultati ottenuti nella parte finale della stagione, con la vittoria a Monza, nella gara più attesa davanti al pubblico italiano (dove la Ferrari non si affermava dal 1988), e ai podi conquistati nelle ultime due gare della stagione. Il bilancio della prima stagione di Schumacher alla Ferrari fu di tre vittorie e cinque piazzamenti a podio, che gli valsero il terzo posto nella classifica mondiale, dietro ai piloti Williams.

##### 1997
Durante il 1997, il divario tecnico con la Williams, seppur sempre elevato, si ridusse ulteriormente grazie anche alla nuova vettura, la F310B, che risultò molto affidabile, e all'arrivo di altri tecnici come Ross Brawn e Rory Byrne, che già avevano lavorato con Schumacher negli anni precedenti. Nonostante ciò, a inizio stagione la Williams si dimostrò, come da pronostico, più veloce vincendo in Brasile e Argentina con Villeneuve e a Imola con Frentzen. Dopo 4 gare il distacco in classifica era di 6 punti. Grazie anche alle modifiche apportate da Byrne al progetto originario di John Barnard, il tedesco iniziò la sua rimonta a partire dal Gran Premio di Monaco e riuscì a issarsi in testa alla classifica. Durante la stagione il distacco fu sempre costante tra i due piloti, difatti non superò mai i 14 punti (situazione che si ebbe al termine del Gran Premio di Francia in favore del tedesco).

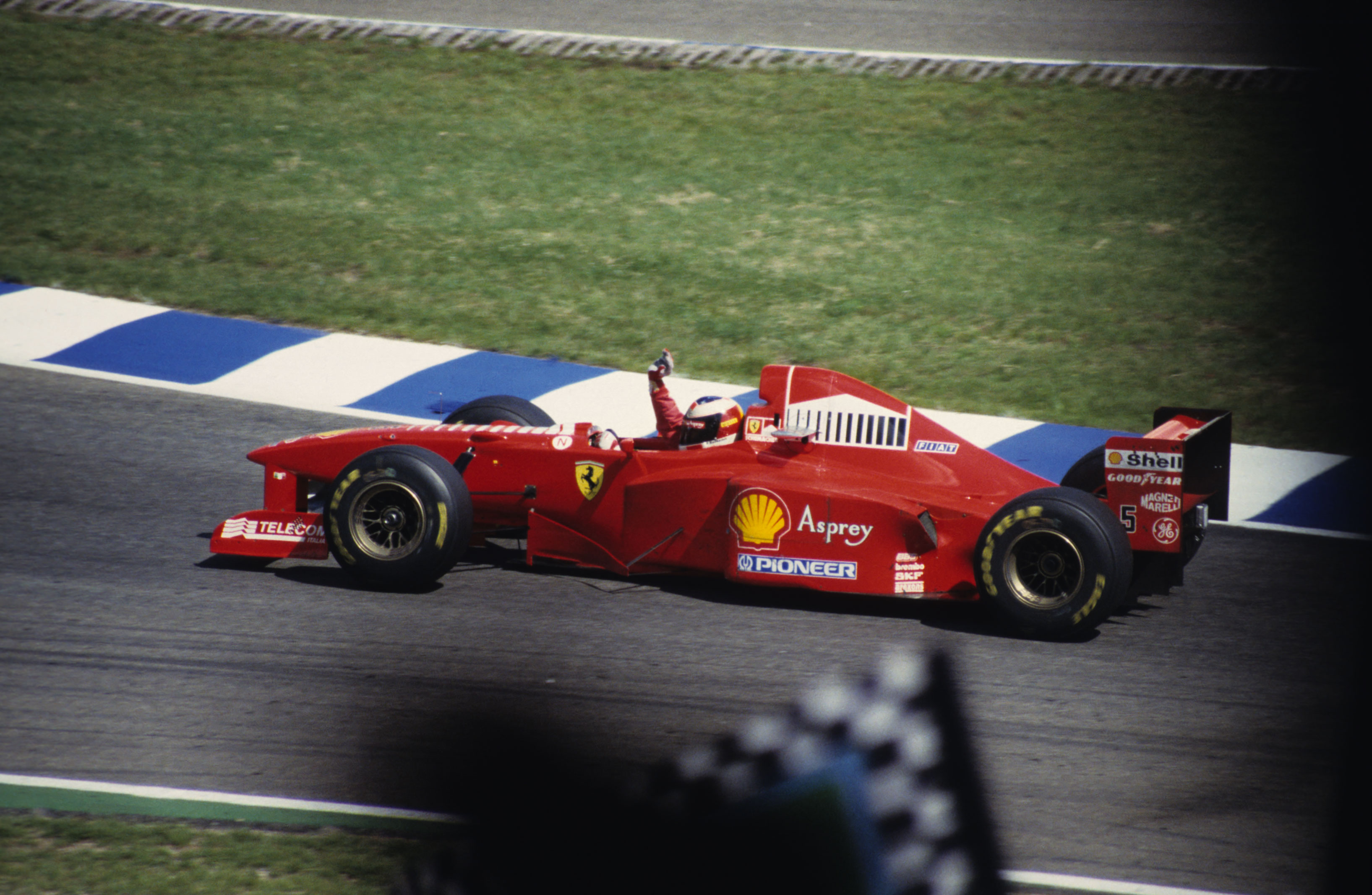
Schumacher durante il Gran Premio di Germania 1997

A cinque gare dal termine, con la vittoria ottenuta a Spa-Francorchamps, Schumacher portò a undici le lunghezze di vantaggio sul rivale canadese; tuttavia dal Gran Premio d'Italia, anche grazie a episodi favorevoli – come l'errore dello stesso tedesco in Austria, dove non si accorse di aver sorpassato Heinz-Harald Frentzen in regime di bandiere gialle, o di altri piloti, come al Gran Premio del Lussemburgo quando venne tamponato poco dopo il via dal fratello minore Ralf, quest'ultimo alla stagione di debutto in Formula 1 –, Villeneuve ridusse progressivamente il suo svantaggio fino a portarsi in testa alla graduatoria. Nel penultimo appuntamento a Suzuka il canadese avrebbe potuto laurearsi già campione del mondo, ma a causa della sua squalifica dopo la gara (a cui peraltro prese parte sub iudice poiché recidivo al sorpasso in presenza di bandiere gialle durante le prove) e alla vittoria di Schumacher, si riaprirono i giochi.
Si giunse quindi alla gara decisiva per l'assegnazione del titolo mondiale, a Jerez de la Frontera, con Schumacher in testa alla classifica con un punto di vantaggio sul rivale. In qualifica Villeneuve, Schumacher e Frentzen ottennero lo stesso identico tempo, 1'21"072, ma dalla pole position partì il canadese essendo stato il primo a farlo registrare.
In partenza Schumacher scattò meglio di tutti e prese la testa della corsa. Dopo avere accumulato oltre 5 secondi di ritardo, Villeneuve iniziò a recuperare terreno fino al 47º giro quando nella staccata della curva Dry Sac attaccò il tedesco. Schumacher, sorpreso dall'attacco, tentò di rispondere in frenata dall'esterno. Con Villeneuve ormai avanti di metà macchina, Schumacher diede un violento colpo di sterzo verso l'interno della curva entrando così in collisione con la Williams. Ad avere la peggio fu proprio il tedesco che rimbalzando dopo il contatto, andò ad insabbiare la sua Ferrari nella via di fuga e fu costretto al ritiro. L'episodio, ritenuto volontario dai giudici di gara, costò a Schumacher anche il secondo posto in graduatoria finale, in quanto la FIA, l'11 novembre 1997 lo escluse dalla classifica piloti, riconoscendogli però, nello specifico, i risultati ottenuti durante la stagione che difatti non vennero cancellati dal suo ruolino personale. In questa occasione la manovra di Schumacher venne condannata anche dai media italiani e tedeschi.
Durante la stagione il pilota effettuò anche alcuni test con la Sauber in virtù della partnership tecnica tra la Ferrari e la scuderia svizzera, quest'ultima all'epoca equipaggiata dai propulsori italiani.

##### 1998

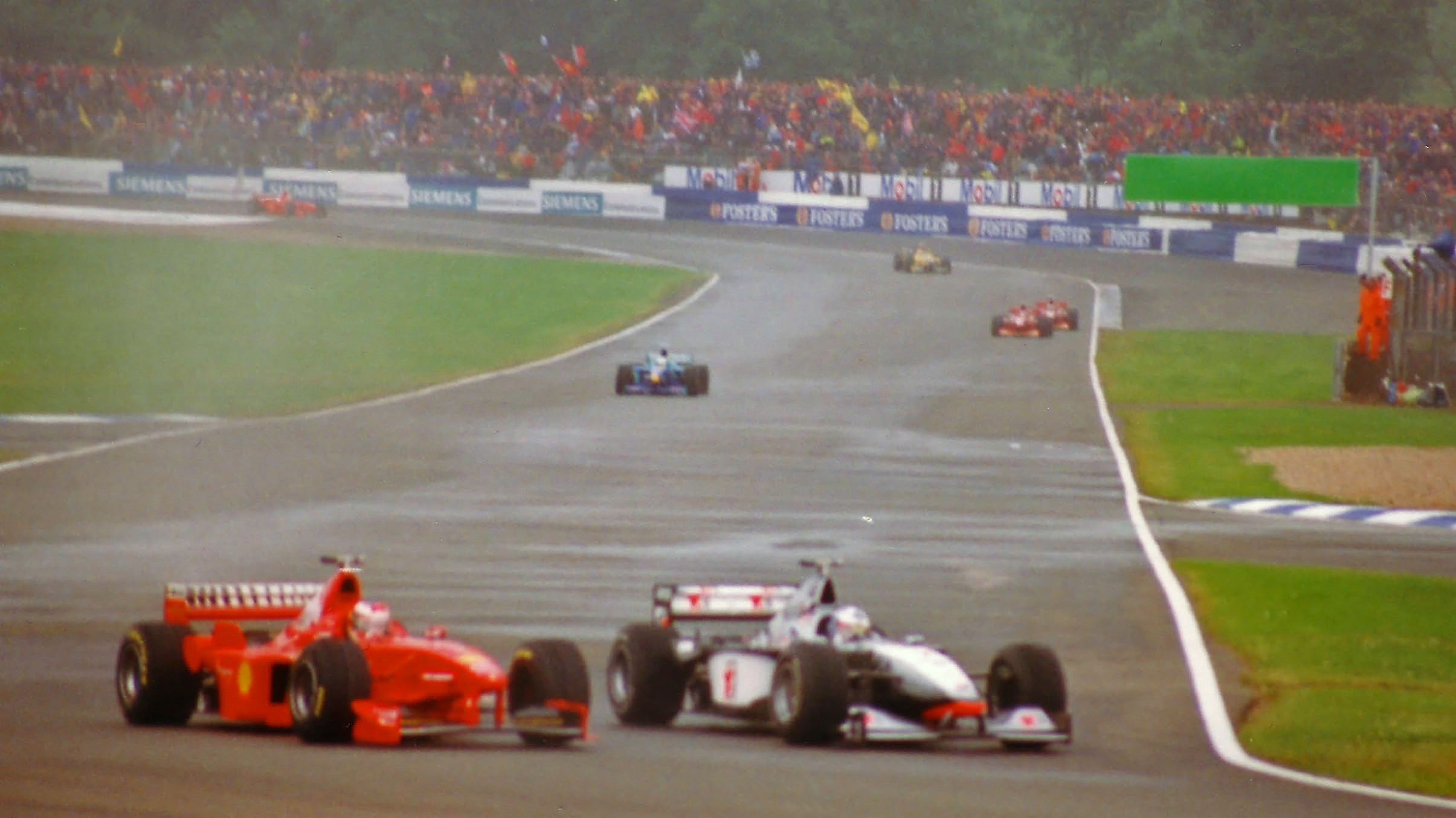
Schumacher e David Coulthard nel Gran Premio di Gran Bretagna 1998

Nel 1998 la Williams affrontò un periodo di transizione dovuto all'addio dell'assistenza tecnica della Renault (le unità propulsive erano sempre della fabbrica francese, ma vennero cedute alla consociata Mecachrome, che così le rimarchiò, e non ricevettero gli aggiornamenti della Casa madre). Fu così la McLaren a rivelarsi il team da battere con una macchina altamente competitiva progettata da Adrian Newey. Durante i primi due Gran Premi il dominio delle monoposto di Woking fu incontrastabile: Häkkinen e Coulthard furono protagonisti di due doppiette e addirittura, al debutto in Australia, arrivarono a doppiare tutti gli altri piloti. Tale superiorità fu rivelata in parte dall'utilizzo di una soluzione tecnica borderline, un cosiddetto "terzo pedale" che permetteva di variare la forza frenante fra lato destro e sinistro della vettura. Questo sistema, accusato tra le altre cose di riprodurre il concetto delle quattro ruote sterzanti, venne presto dichiarato illegale dalla FIA.
Per la Ferrari la stagione iniziò male, il divario tecnico con la McLaren parve incolmabile, ma Schumacher fu protagonista di una rimonta che partì dal Gran Premio del Canada fino all'ultima gara. Dopo un recupero durata tutta l'estate, al tedesco sfuggì il clamoroso sorpasso in classifica ai danni di Häkkinen quando mancavano tre gare alla fine: a Spa-Francorchamps non approfittò del ritiro del finlandese, a causa del tamponamento occorso a Coulthard in fase di doppiaggio. A primo impatto sembrò un errore di Schumacher quello di andare a sbattere contro la McLaren, ma non fu così: lo stesso pilota scozzese anni dopo, quando ormai correva per la Red Bull, ammise di aver rallentato volontariamente in un tratto con poca visibilità, viste le condizioni meteo.

La gioia di Schumacher sul gradino più alto del podio di Monza

La Ferrari era dietro al compagno di Häkkinen già al tornantino della "Source" ma la McLaren, prossima al doppiaggio, non dava strada nonostante lo sventolio delle bandiere blu da parte dei commissari di gara. Arrivati a metà circuito Coulthard, in un tratto di accelerazione, non apri il gas e Schumacher, che era subito dietro, non vide la McLaren davanti a sé rallentare: l'incidente fu inevitabile. Dopo la collisione che lasciò la macchina di Schumacher su tre ruote, il tedesco andò su tutte le furie e accusò lo scozzese di aver provocato intenzionalmente lo scontro, coi due che sfiorarono la rissa una volta rientrati ai box; ciò nonostante il successivo 13 settembre, a Monza, i due piloti si chiarirono. Sul circuito brianzolo il tedesco vinse davanti al suo compagno di squadra Eddie Irvine, per quella che fu la seconda doppietta Ferrari in stagione; al terzo posto si classificò il fratello Ralf su Jordan, sicché per la prima volta in Formula 1 due fratelli condivisero lo stesso podio.
Si arrivò il 1º novembre a Suzuka, ultima gara del campionato, con il finlandese in vantaggio di 4 punti sul rivale. Schumacher conquistò la pole position, ma sulla griglia della gara, nelle procedure di partenza immediatamente precedenti allo spegnimento dei semafori rossi, gli si spense il motore e fu costretto a prendere il via dall'ultima posizione. Dopo una lunga rimonta che lo aveva portato fino al terzo posto fu infine costretto al ritiro per lo scoppio di una gomma. Häkkinen vinse la gara agevolmente e diventò campione del mondo eguagliando le 8 vittorie conquistate da Ayrton Senna con lo stesso team britannico nel 1988.

##### 1999
Il 1999 partì con buone prospettive. La nuova F399 non era al livello della McLaren in termini di prestazioni, ma si dimostrò molto più affidabile e il gap con la scuderia britannica venne colmato nel corso della stagione sfruttando la galleria del vento per migliorare la vettura. Schumacher dopo le prime cinque gare era in testa alla classifica mondiale, ma a causa di un errore al Gran Premio del Canada, in cui perse il controllo della vettura, andando a sbattere nell'ultima curva prima del traguardo (nel cosiddetto "Muro dei Campioni") mentre era al comando, Häkkinen riprese il comando della classifica.

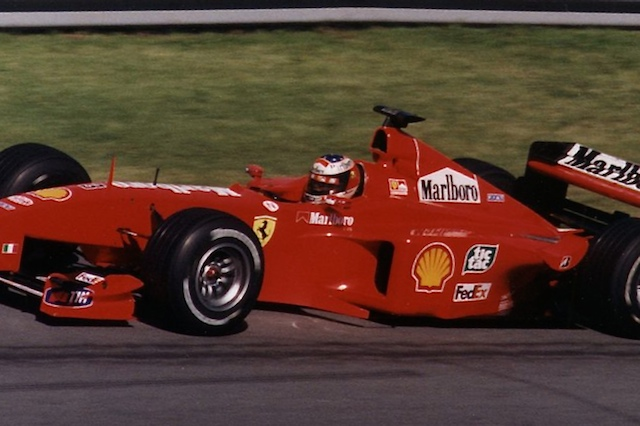
Schumacher alla guida della sua F399 durante il Gran Premio del Canada 1999

L'11 luglio 1999, nel Gran Premio di Gran Bretagna, a Silverstone, Schumacher fu vittima di quello che si rivelò il più grave incidente della sua carriera, attribuito dai tecnici di Maranello a un problema allo spurgo di un freno, in cui si procurò la frattura della gamba destra e dovette rinunciare a gareggiare, sostituito dal finlandese Mika Salo fino al penultimo Gran Premio, quello della Malesia, dove conquistò la pole position, e dopo essere stato tutta la gara in testa alla corsa, lasciò la vittoria a pochi giri dalla fine al compagno di scuderia Eddie Irvine, entrato in lotta per il titolo mondiale sfruttando l'assenza del tedesco. Nell'ultima gara, invece, il teutonico, scattato dalla prima posizione, terminò la gara al secondo posto alle spalle di Häkkinen che riuscì così a vincere il mondiale. Schumacher concluse il campionato quinto con 44 punti. Ogni situazione venutasi a creare è comunque sempre stata contraddistinta da stima e rispetto tra il finlandese, vincitore del titolo, e il tedesco infortunato; qualche anno più tardi Schumacher avrebbe dichiarato di considerare Häkkinen il rivale che più rispettò durante la carriera in Formula 1.
Irvine, intanto, che era stato finora l'unico compagno avuto da Schumacher in Ferrari, nel corso della stagione aveva reclamato il ruolo di prima guida all'interno del team, dopo la situazione seguita all'incidente del tedesco. Già prima dell'autunno vi fu così la rottura tra la Ferrari e l'irlandese: Irvine trovò un sedile alla Jaguar (che aveva rilevato la Stewart) mentre a fianco di Schumacher sarebbe arrivato il promettente brasiliano di origini italiane Rubens Barrichello proveniente proprio dalla Stewart. La Ferrari tornò a vincere il titolo Mondiale Costruttori.

#### Il dominio mondiale (2000-2004)

##### 2000

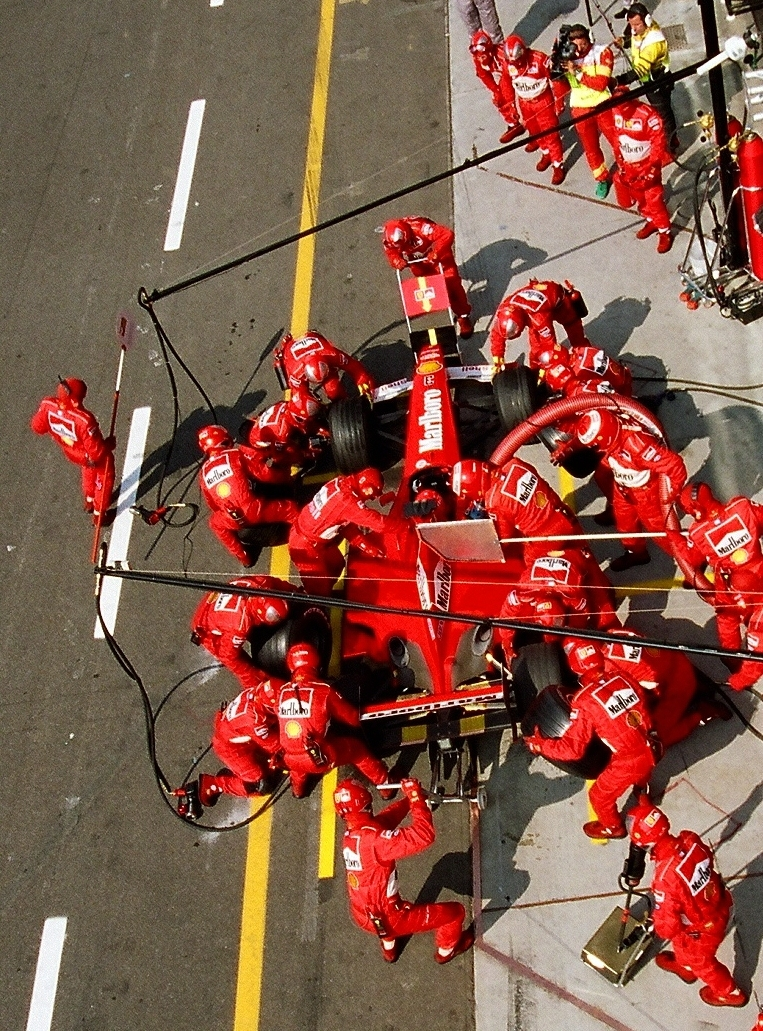
Schumacher ai box al Gran Premio d'Italia 2000

La stagione iniziò con una lunga serie di vittorie: la F1-2000 fu estremamente competitiva e affidabile riuscendo quasi a colmare il gap dalla McLaren, tanto che Schumacher, dopo 5 vittorie in 8 gare, si ritrovò ad avere al Gran Premio del Canada 56 punti contro i 32 del campione in carica Mika Häkkinen e i 34 del compagno di squadra del finlandese David Coulthard. A partire dal Gran Premio di Francia il tedesco si ritirò per tre gare di fila, consentendo così il recupero in classifica dei rivali della McLaren, che colsero due doppiette e un doppio piazzamento a podio.
Häkkinen, vittorioso anche nel Gran Premio d'Ungheria, riuscì a superare Schumacher in classifica piloti (64 punti contro i 62 del tedesco), mentre Coulthard si portò subito dietro a 58 punti. Il vantaggio di Häkkinen toccò l'apice nel Gran Premio del Belgio, dove il finlandese conquistò un'altra vittoria mettendo sei punti di distacco tra lui e Schumacher. Ma già dal Gran Premio d'Italia il ferrarista cominciò a rimontare e vinse due gare di fila, riportandosi così nuovamente in testa in classifica e tagliando definitivamente fuori dalla lotta per il titolo Coulthard.
Il campionato si decise, con una gara di anticipo, a Suzuka: Schumacher dopo una gara in rimonta sul rivale Häkkinen, che al via era andato in testa, vinse la gara, conquistando così il suo terzo campionato mondiale a distanza di cinque anni dal precedente e riportando il titolo piloti a Maranello dopo ventuno anni di attesa: l'ultimo a vincerlo era stato il sudafricano Jody Scheckter nel 1979. Infine in Malesia, ultima gara dell'anno, grazie alla nona vittoria stagionale e al terzo posto di Barrichello, Schumacher assicurò alla Ferrari anche il titolo costruttori, bissando la vittoria dell'anno precedente.

##### 2001

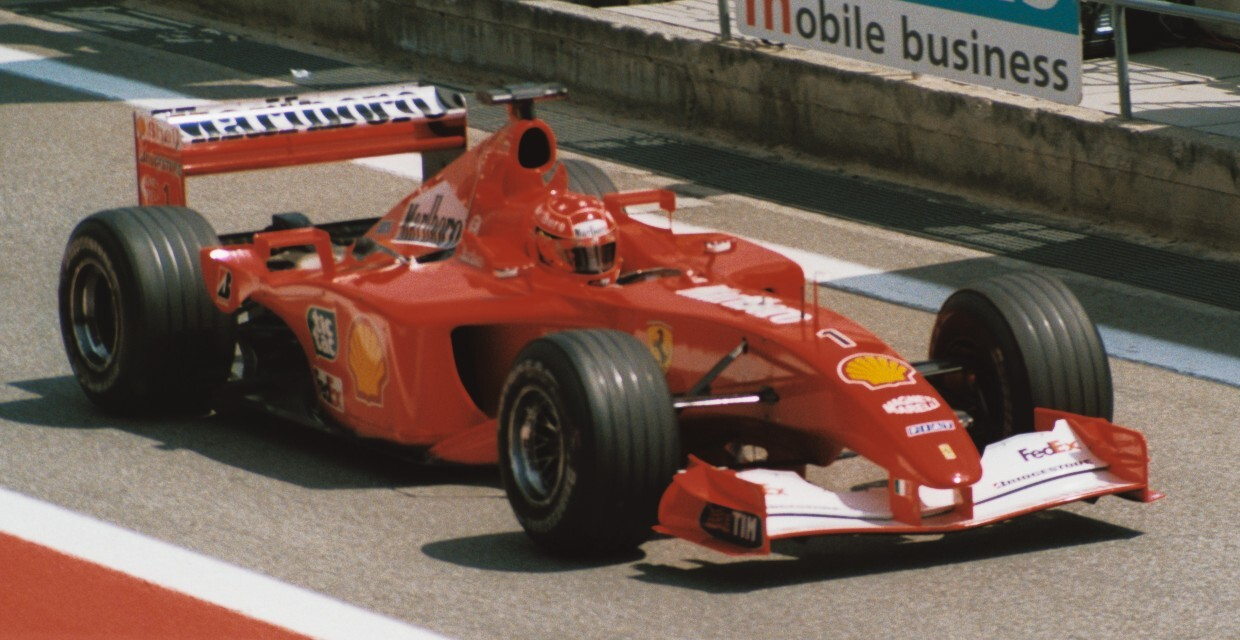
Schumacher, a bordo della Ferrari F2001, nella pit lane di Barcellona durante il fine settimana del Gran Premio di Spagna 2001

Nel 2001 la Ferrari F2001 si dimostrò, sin dai primi Gran Premi, più competitiva sia della McLaren che della Williams. Nei primi quattro appuntamenti del calendario, la lotta fra Schumacher e David Coulthard fu serrata, difatti i due piloti si trovavano appaiati in testa alla classifica con 26 punti; dopodiché il tedesco mise a segno 7 podi consecutivi prendendo le distanze dal resto del gruppo, mentre la McLaren dovette fare i conti con numerosi problemi di affidabilità e competitività. Da segnalare la stagione negativa del rivale d'elezione Häkkinen, ormai sull'onda del ritiro che avverrà a fine anno.
Schumacher vinse agevolmente il suo quarto titolo in Ungheria con quattro gare d'anticipo, raggiungendo il record di vittorie nella storia della Formula 1 detenuto da Alain Prost e battendone alcuni, come quello di Nigel Mansell riguardante i punti conquistati in una stagione (123 contro i 112 del britannico). Inoltre, per la prima volta, due fratelli (Michael e Ralf Schumacher) conclusero ai primi due posti di un Gran Premio, in quello del Canada. In classifica Coulthard arrivò secondo a ben 58 punti di distanza da Schumacher, mentre l'altro ferrarista Rubens Barrichello concluse terzo.

##### 2002

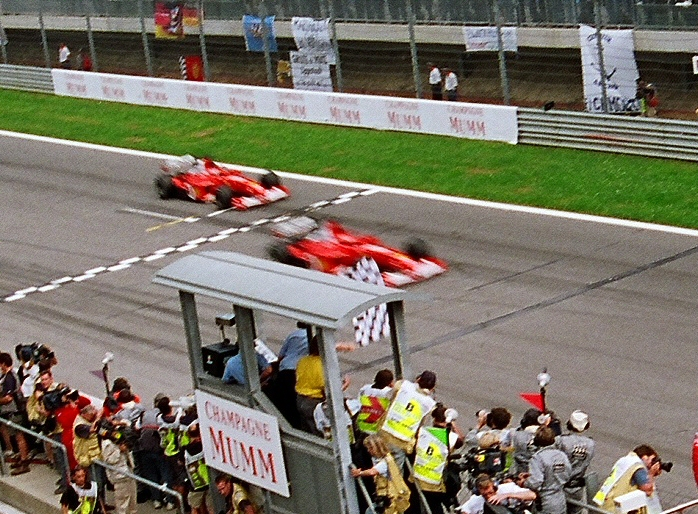
L'arrivo del Gran Premio d'Austria 2002

Si giunse così al 2002. Già dalla prima gara, la Ferrari dominò il campionato in maniera ancor più netta del precedente; l'unica scuderia che provò a opporsi fu la Williams, con Ralf Schumacher e Juan Pablo Montoya. La McLaren ebbe un inizio difficile, così come l'altro ferrarista Barrichello. Fino al Gran Premio di Monaco, le scuderie rivali si mantennero vicine alla Ferrari solo nel campionato costruttori. Ma dopo di esso, grazie all'apporto di un ritrovato Barrichello, si mise la parola fine anche a questa competizione.
Il tedesco vinse quindi il suo quinto titolo mondiale con 144 punti, dominando l'intero campionato. Vinse infatti 11 gare su 17, e finì sempre sul podio (il peggior risultato della stagione fu il terzo posto in Malesia), confermandosi campione già il 21 luglio al Gran Premio di Francia con 6 gare d'anticipo, ed eguagliando dopo 45 anni il record di Fangio rimasto fino a quel momento inavvicinabile per chiunque. Secondo fu Barrichello con 77 punti, mentre Montoya terminò la stagione terzo a 27 lunghezze dal brasiliano.
In questa stagione avvenne anche un contestato episodio al Gran Premio d'Austria, nel quale Barrichello, a pochi metri dall'arrivo, cedette la vittoria al tedesco per ordini di scuderia. Sul podio Schumacher, turbato dai fischi con cui il pubblico aveva accolto i piloti alla premiazione, cedette il gradino più alto del podio, e il trofeo del vincitore, al compagno di squadra e lo fece anche sedere nella postazione del vincitore in occasione della conferenza stampa. In seguito a questi fatti, la FIA multò il team di Maranello con un milione di dollari, per aver violato le norme di comportamento sul podio e in conferenza stampa, e varò una norma che vietava gli ordini di scuderia.

##### 2003

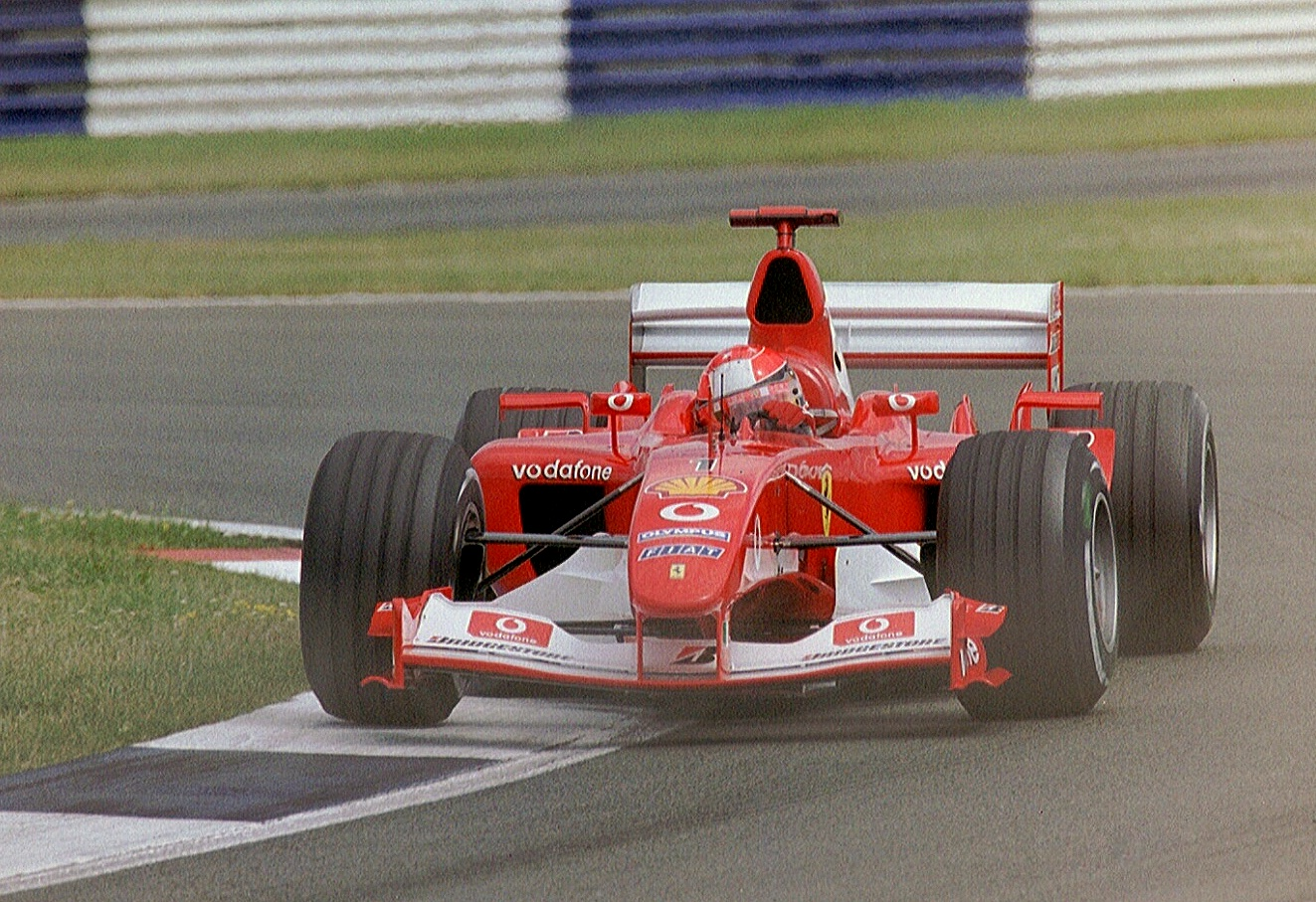
Schumacher alla guida della Ferrari F2003-GA nel Gran Premio di Gran Bretagna 2003

Il mondiale 2003 iniziò con alcune importanti modifiche apportate al regolamento, volte a contenere lo strapotere della Ferrari, inerenti in particolar modo le qualifiche e l'assegnazione dei punteggi: nello specifico, la zona punti venne ampliata ai primi otto classificati mentre lo scarto tra il primo e il secondo al traguardo venne assottigliato a due soli punti. La scuderia di Maranello iniziò l'annata in maniera conservativa, schierando ancora la macchina dell'anno precedente, ma per Michael l'avvio di stagione fu negativo: David Coulthard si aggiudicò il primo Gran Premio in Australia, mentre Schumacher si dovette accontentare del 4º posto a causa di un suo errore che portò alla rottura di un deflettore. Nelle due gare seguenti, in Malesia e in Brasile, i risultati non furono migliori (un sesto posto e un ritiro) e il tedesco si trovò distanziato dal leader del mondiale, Kimi Räikkönen, di ben 16 punti.
Al quarto appuntamento stagionale, a Imola, Schumacher invertì la rotta e colse la prima affermazione stagionale: fu l'ultima per la plurivittoriosa F2002, tra le migliori Ferrari della storia, ma anche la più triste della carriera per il pilota tedesco, il quale decise di correre ugualmente il Gran Premio nonostante la morte della madre Elisabeth, da tempo malata, avvenuta poche ore prima. Furono tre le vittorie di fila per Schumacher in questa fase, in coincidenza con l'introduzione della più competitiva F2003-GA: il ferrarista trionfò al debutto con la nuova monoposto in Spagna, ripetendosi in Austria dove non venne frenato neanche da un principio d'incendio durante il pit stop.

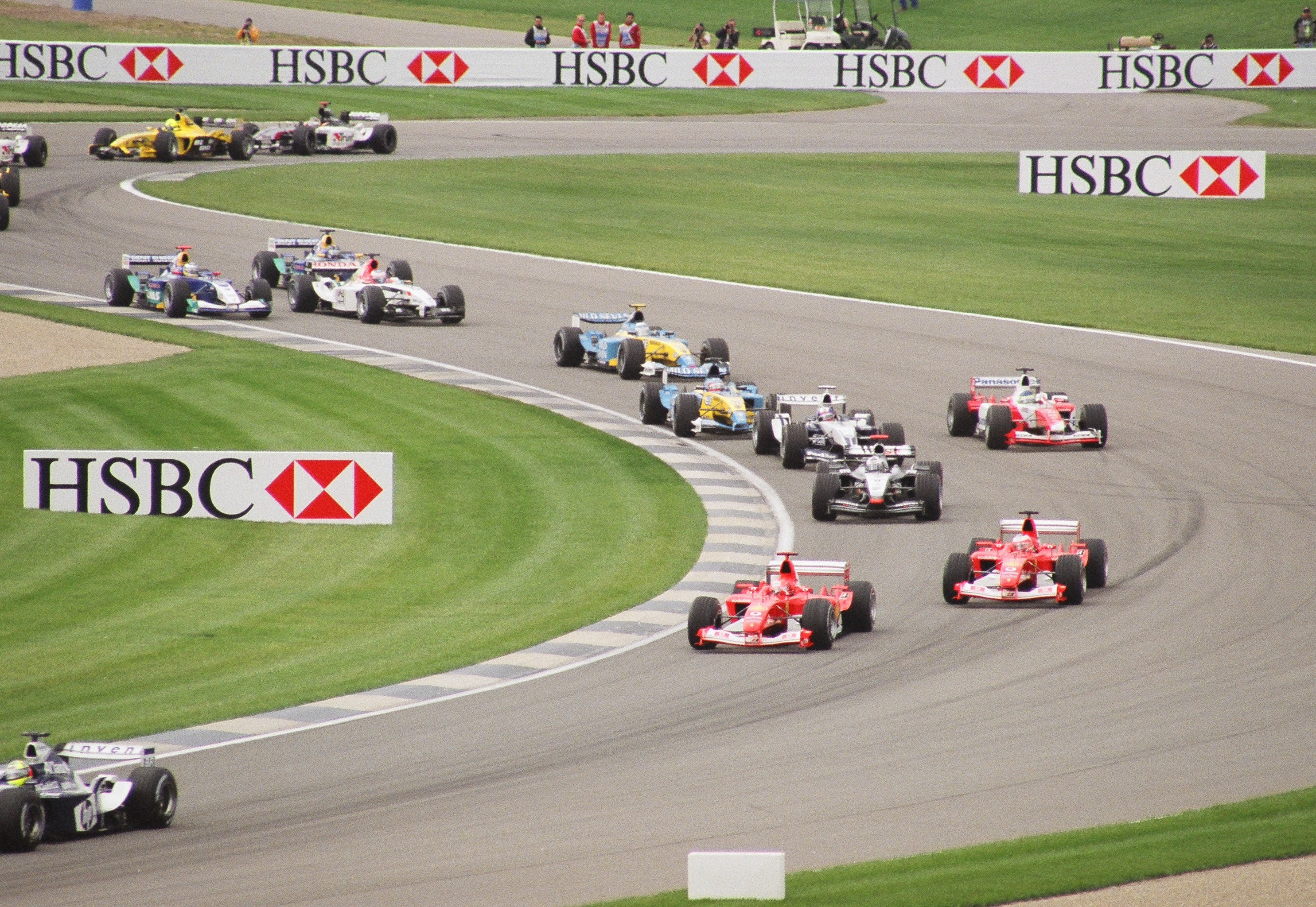
L'uscita della curva 2 dopo lo scatto del Gran Premio degli Stati Uniti d'America 2003

A questo punto Räikkönen, che aveva realizzato una serie di podi corredati da una vittoria in Malesia, manteneva ancora un vantaggio di due punti sul ferrarista, ma dopo il Gran Premio del Canada Schumacher prevalse, portandosi a 54 punti contro i 51 del finlandese. Tuttavia, la Ferrari si dimostrò in seguito poco competitiva sia in Germania sia in Ungheria; in particolare, l'anonimo 8º posto del tedesco all'Hungaroring permise a Räikkönen di riavvicinarsi a un punto dalla testa della classifica. La causa di questo improvviso calo di prestazioni era dovuta sia all'aerodinamica troppo rigida della F2003-GA sia, soprattutto, alle gomme Bridgestone che equipaggiavano le monoposto di Maranello, meno performanti rispetto alle Michelin delle rivali McLaren e Williams soprattutto alle alte temperature. Anche Juan Pablo Montoya ne approfittò così per avvicinarsi al tedesco, con una serie di sette podi di fila.
Quello delle coperture divenne uno degli snodi della stagione: in vista del Gran Premio d'Italia l'azienda francese, nel frattempo accusata d'irregolarità nella costruzione dei suoi pneumatici anteriori, si vide costretta a introdurre una diversa fornitura ai suoi team onde evitare ulteriori contestazioni. Da qui in avanti il binomio Ferrari-Bridgestone tornò competitivo e proprio a Monza, dove i tre piloti della lotta mondiale si erano presentati racchiusi nello spazio di due punti, Schumacher ritornò dopo tre mesi alla vittoria, in un Gran Premio peraltro rimasto agli annali per i numerosi primati fatti registrare dal tedesco tra prove e gara (velocità sul giro, qualifiche, gara e record di velocità massima).
Il ferrarista si ripeté negli Stati Uniti, con una rimonta dalla 7ª piazzola della griglia e sotto mutevoli condizioni ambientali, che gli permise di ipotecare il titolo. Si giunse infatti all'ultimo, decisivo appuntamento di Suzuka col solo Räikkönen ancora nella situazione di poter insidiare il tedesco, avanti di nove punti in classifica: a infrangere le residue speranze del finlandese ci pensò l'altro ferrarista Rubens Barrichello, vincitore proprio davanti all'alfiere della McLaren, mentre a Schumacher bastò chiudere platonicamente la gara all'8º posto per essere ancora campione del mondo. Con la conquista del sesto titolo mondiale, il tedesco batté il record di Fangio che resisteva da 46 anni.

##### 2004

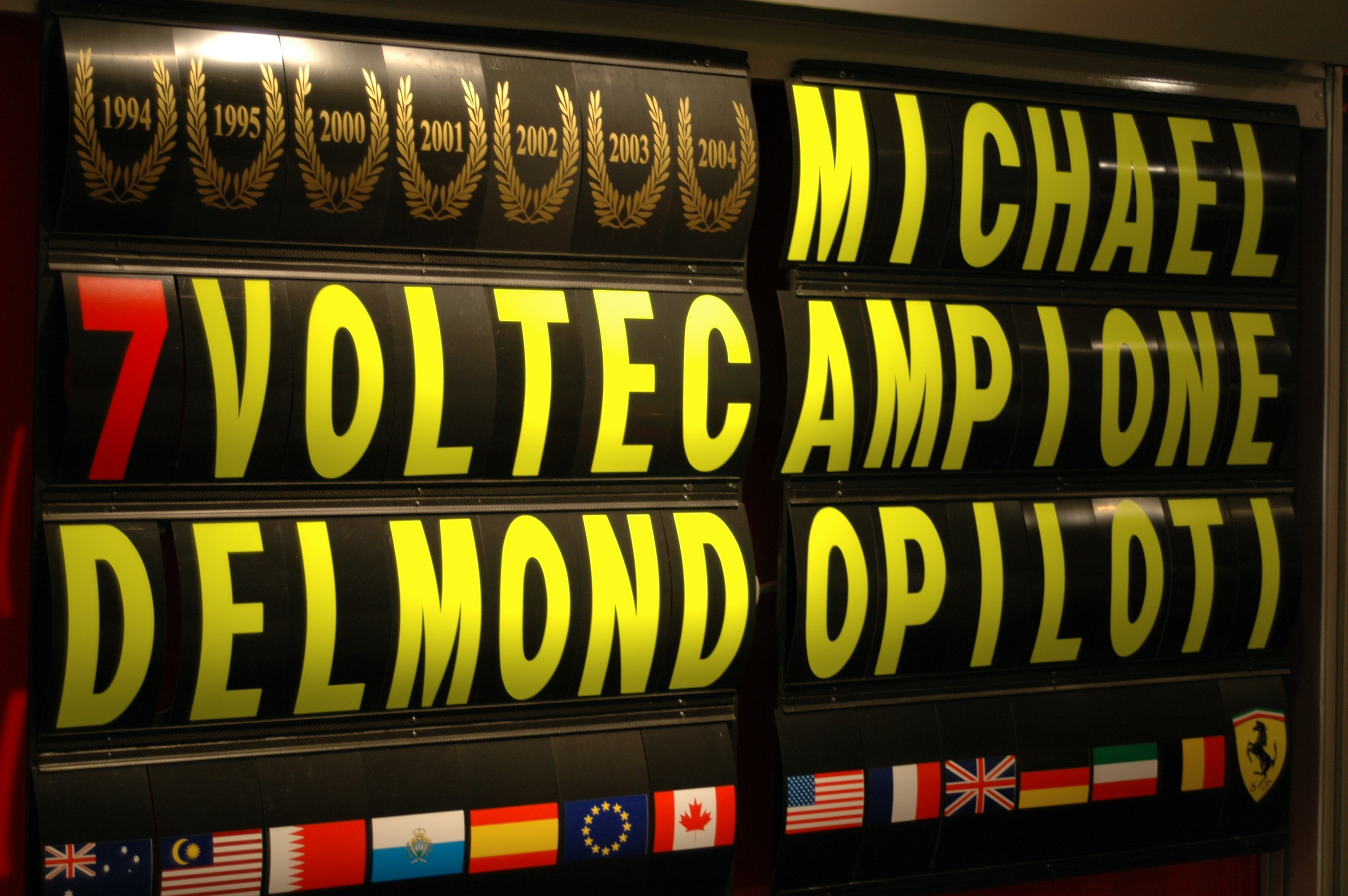
Tabellone della Ferrari in onore della settima vittoria mondiale di Schumacher

Nel 2004, la Ferrari ripeté il copione del 2002, vincendo il primo appuntamento stagionale in Australia. Schumacher vinse anche le quattro gare seguenti. Gli attesi Montoya e Räikkönen, a dispetto dei pronostici, non ripeterono l'exploit della stagione precedente, cedendo il passo al ritrovato Barrichello e al pilota della BAR Jenson Button. Dopo le prime otto gare, Schumacher conduceva con sette vittorie ed era in testa con 70 punti, seguito dal suo compagno di squadra e da Button. La serie di successi del tedesco venne interrotta solamente a Monaco, quando venne tamponato da Montoya in regime di safety-car, in una gara molto concitata vinta da Jarno Trulli. Dopodiché, Schumacher vinse altri sette Gran Premi, laureandosi per la settima volta campione del mondo a Spa-Francorchamps, a quattro gare dal termine della stagione.

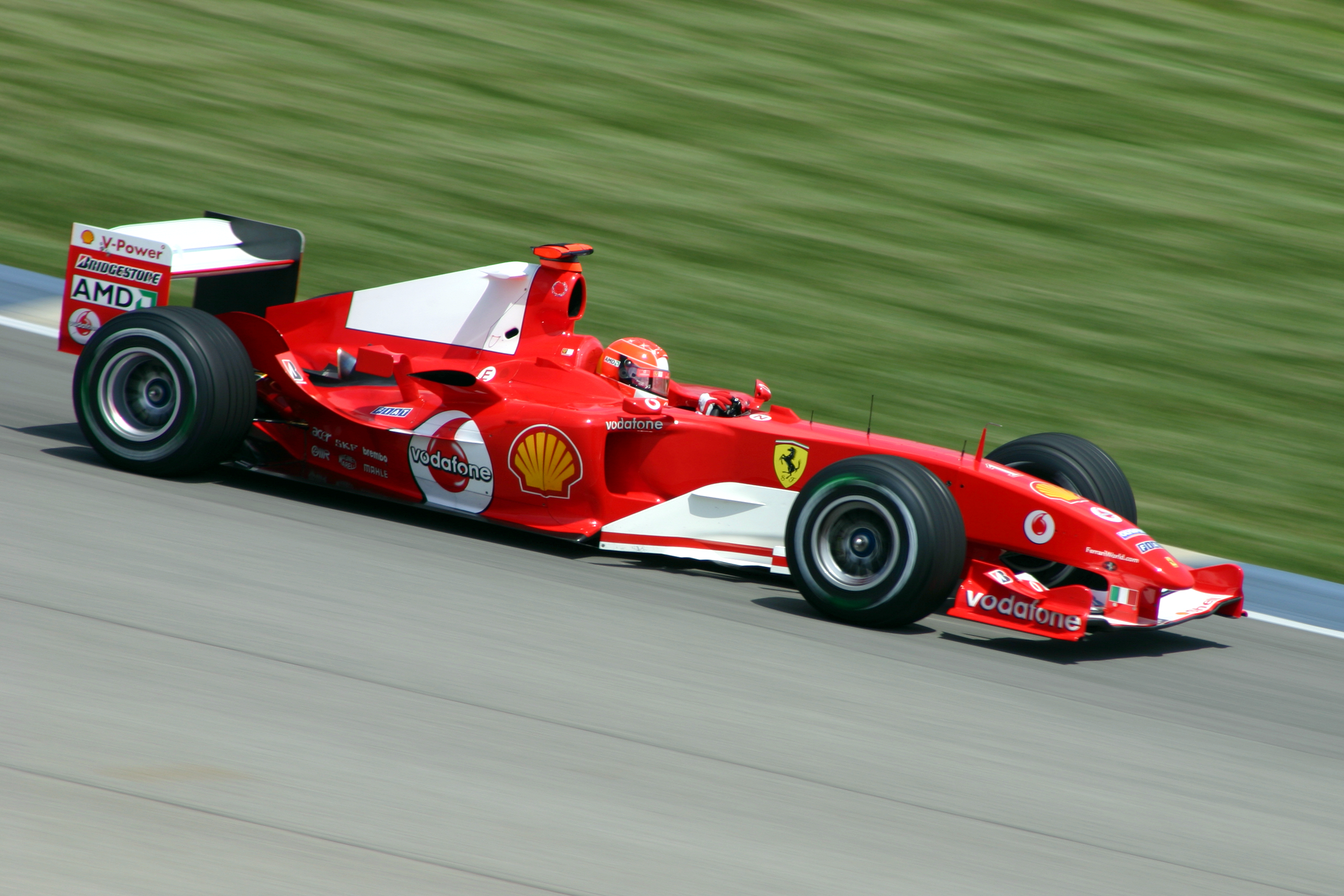
Schumacher al Gran Premio degli Stati Uniti d'America 2004

Anche questa fu una stagione carica di successi: il tedesco ottenne 13 vittorie su 18 gare e batté vari record: vittorie, podi, giri veloci, punti e chilometri al comando delle gare. A fine stagione Schumacher, con 148 punti, staccò nettamente il compagno di squadra Rubens Barrichello e Button, rispettivamente secondo e terzo. In classifica costruttori la Ferrari vinse agevolmente, mentre le rivali McLaren e Williams non riuscirono a ottenere risultati simili agli anni precedenti e arrivarono rispettivamente al quinto e al quarto posto, tanto che a seguire la Ferrari furono la rivelazione BAR motorizzata Honda, anche se distaccata di ben 143 punti, più del doppio, e la Renault, che divenne campione l'anno successivo.

#### Gli ultimi anni a Maranello e il primo ritiro (2005-2006)

##### 2005
La stagione 2005 iniziò alquanto male per Schumacher, a causa della scarsa competitività della Ferrari: dopo un ritiro al Gran Premio d'Australia per i danni riportati nel contatto con Heidfeld, non gli riuscì la rimonta nei confronti delle più competitive Renault e McLaren che presero velocemente il largo.

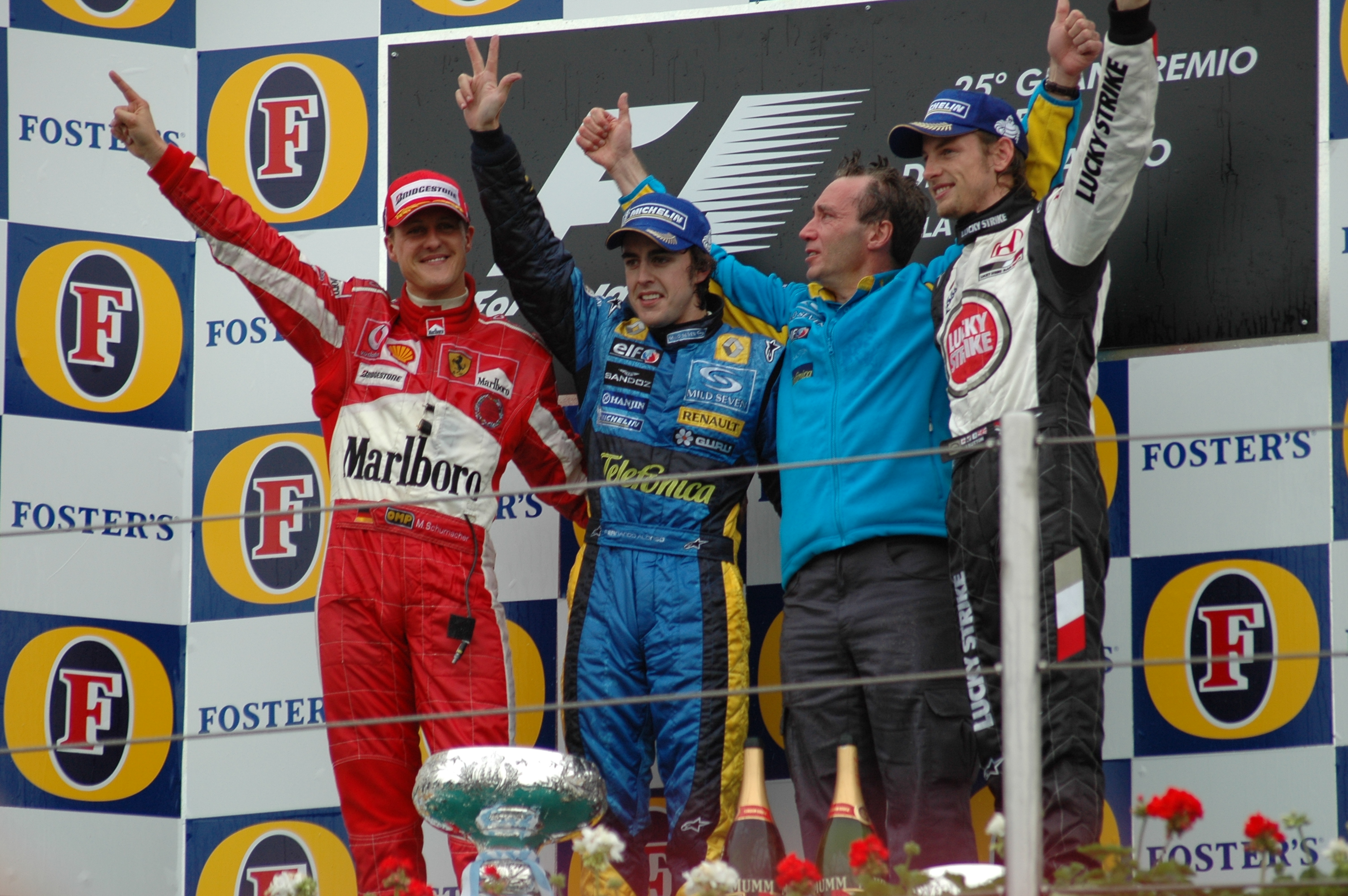
Schumacher, Fernando Alonso e Jenson Button sul podio del Gran Premio di San Marino 2005

L'unica vittoria avvenne a metà stagione, al Gran Premio degli Stati Uniti di Indianapolis, in una gara piuttosto insolita: durante le qualifiche il fratello Ralf ebbe un terribile incidente sulla sopraelevata, dovuto all'inaffidabilità delle gomme Michelin su quel tracciato. Le proposte di inserire una chicane furono vane: la FIA non accettò modifiche al percorso o l'invalidamento dei punti ottenuti in gara, per cui i piloti con gomme Michelin percorsero solamente il giro di ricognizione prima di rientrare nei box. Alla partenza, si schierarono quindi solo sei vetture: le Minardi, le Jordan e le Ferrari. La vittoria andò quindi a Schumacher, seguito da Barrichello e da Tiago Monteiro. Oltre a questo controverso successo, il tedesco ottenne come migliori risultati solo quattro podi, frutto di tre secondi (San Marino, Canada e Ungheria) e un terzo posto (Francia).

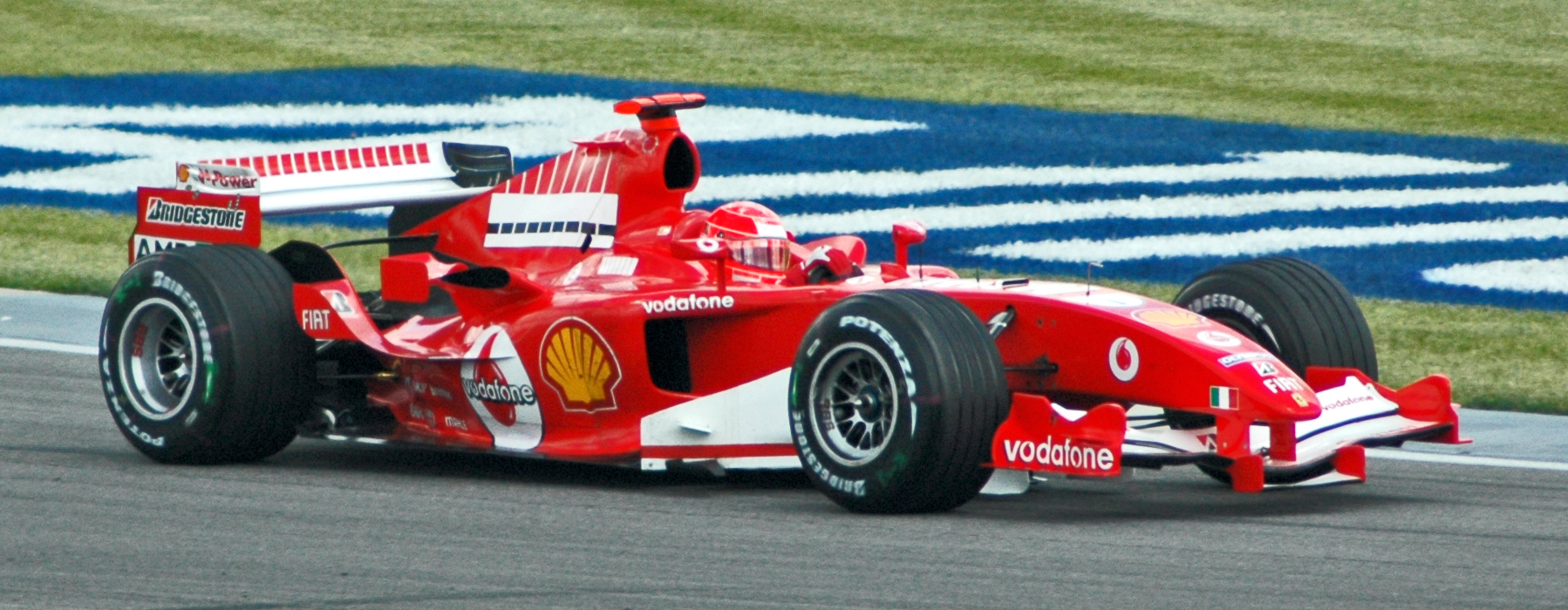
Schumacher nel Gran Premio degli Stati Uniti d'America 2005

Al termine della stagione Schumacher si classificò al terzo posto, mentre il campionato piloti fu vinto facilmente da Fernando Alonso grazie alla sorprendente competitività e affidabilità della Renault che si aggiudicò anche il titolo costruttori. Ugualmente deludente fu il risultato della classifica costruttori: la Ferrari fu terza alle spalle di Renault e McLaren, risultando l'annata più negativa per Schumacher e la squadra di Maranello per quanto riguarda le ultime 9 stagioni.

##### 2006
Si giunse così alla stagione 2006, l'ultima per Schumacher (prima del ritorno targato 2010). Barrichello, stanco di fare la seconda guida, decise di rompere il contratto con la Ferrari per cercare nuove glorie con il nuovo team Honda. Al suo posto arrivò Felipe Massa (già collaudatore della casa di Maranello nel 2003). Il Gran Premio inaugurale vide un buon 2º posto di Schumacher, partito dalla pole position, ma beffato da Alonso con la strategia dei pit stop, mentre Massa arrivò nono dopo un testacoda. Proprio in questa gara il tedesco eguagliò il record di pole fino ad allora appartenuto ad Ayrton Senna. La Ferrari, però, presentava ancora problemi, difatti dopo 3 gare Schumacher era distanziato dal leader Alonso di ben 17 punti. Il tedesco vinse la quarta gara del mondiale, il Gran Premio di Imola, dando così un'ottima impressione della vettura e riuscì a battere il record di pole di Senna.

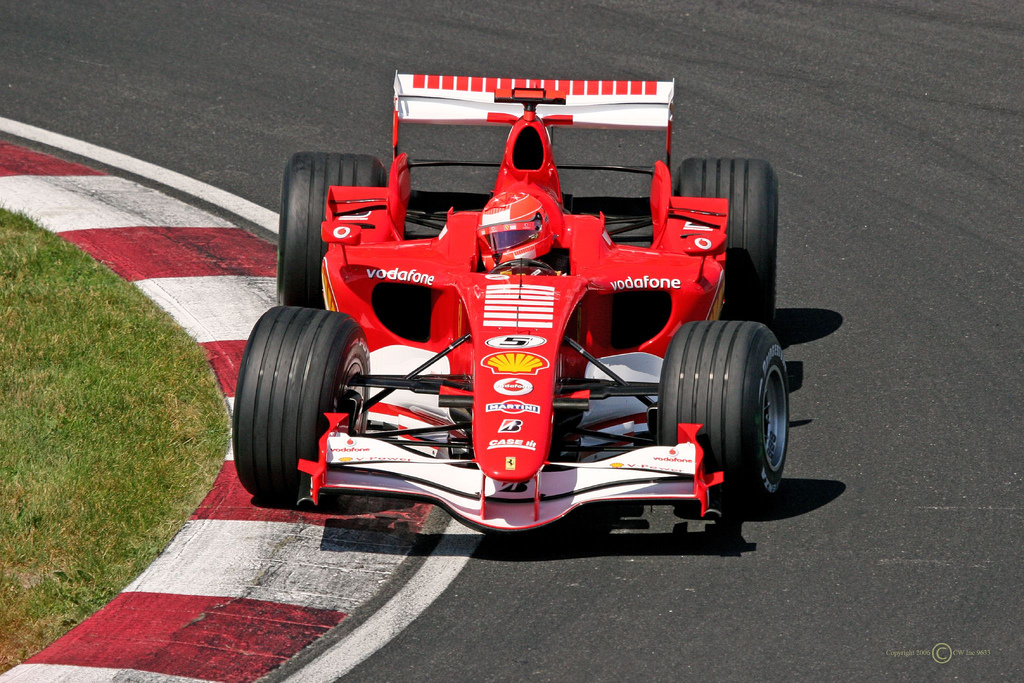
Schumacher durante il Gran Premio del Canada 2006

Seguirono un'altra vittoria del tedesco e quattro di Alonso, tra cui quella a Monte Carlo, dove Schumacher venne retrocesso in fondo allo schieramento dopo le qualifiche per il discusso parcheggio alla curva della "Rascasse" negli ultimi minuti delle prove ufficiali. Il tedesco dopo una lunga rimonta concluse la gara al 5º posto. Dopo 9 gare Alonso era al comando della classifica con 84 punti, mentre Schumacher inseguiva a 59.
Dal Gran Premio degli Stati Uniti, il ferrarista mise a segno una serie di vittorie consecutive che gli consentirono di riaprire la pratica mondiale, che sembrava già chiusa. In Ungheria Schumacher fu invece protagonista di un weekend complicato: difatti nelle prove libere del sabato mattina, durante il rientro ai box, superò Alonso e Kubica dopo l'esposizione della bandiera rossa, causata dalla rottura del motore di Jenson Button, e dovette partire dalla dodicesima piazza a causa della penalità di 2 secondi per ogni giro di qualifica compiuto. La gara iniziò male per lui tantoché il rivale Alonso, in testa alla gara, riuscì anche a doppiarlo. Lo spagnolo però sarà costretto al ritiro al 53º giro, dopo che due giri prima al suo pitstop una gomma era stata avvitata male. Il tedesco si involò verso un secondo posto inaspettato, grazie alla strategia Ferrari azzeccata basata su 2 soste anziché 3 come gli avversari. Ma fu proprio al suo secondo pit stop che la gara precipitò: Schumacher infatti decise di non sostituire le gomme intermedie, ma la scelta si rivelò sbagliata, dato che la pista si era ormai asciugata; nei giri successivi subì quindi il ritorno della McLaren di de la Rosa, al quale resistette solo per alcuni giri. Poi venne attaccato anche da Heidfeld e, nel tentativo di resistergli, ruppe il braccetto dello sterzo dovendo così rientrare ai box, per ritirarsi a soli 2 giri dalla fine. Venne comunque classificato 8º prendendo così un punto. Dopo il vittorioso Gran Premio di Monza, gara nella quale il rivale spagnolo ruppe il motore quando si trovava in terza posizione con il tedesco al comando, Schumacher aveva solo due punti di svantaggio da recuperare, e la Ferrari era in testa al campionato costruttori quando mancavano 3 gare alla fine. Dopo la vittoria in quest'ultima gara, il 10 settembre 2006 annunciò ufficialmente il suo primo ritiro dalle competizioni al termine della stagione, anche se la notizia era già nell'aria da qualche mese.

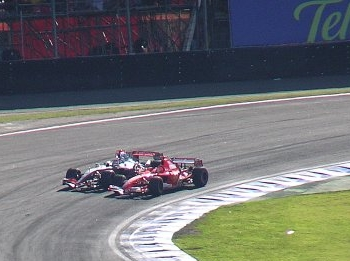
Schumacher sorpassa Kimi Räikkönen in quarta posizione a tre giri dalla fine nell'ultima gara in Ferrari a Interlagos

Il 1º ottobre 2006 in Cina, dopo la pole position di Alonso, Schumacher, penalizzato nella prima parte di gara dalle performance delle gomme Bridgestone sotto la pioggia battente, rimontò con il cessare di questa e il conseguente progressivo asciugamento della pista e vinse la gara, passando al primo posto in classifica piloti per il maggior numero di Gran Premi vinti, essendo a pari punti con il rivale spagnolo. Con ancora due eventi stagionali da disputare, il pilota tedesco aveva la concreta possibilità di vincere il mondiale, mentre la Renault era per un punto in testa alla classifica costruttori.
Al Gran Premio del Giappone, a Suzuka, le Ferrari partirono in prima fila mentre le Renault in terza. Schumacher, al comando sin dai primi giri con Alonso secondo, subì la rottura del motore al 37º giro e fu costretto al ritiro, regalando così la vittoria al rivale. Visto il distacco accumulatosi nei confronti dello spagnolo, Schumacher dichiarò che la Ferrari avrebbe puntato al titolo costruttori, visto che ormai quello piloti era perso; infatti per vincere l'ottavo titolo mondiale sarebbe servita una vittoria nell'ultimo Gran Premio in Brasile e un ritiro o un arrivo fuori dai punti di Alonso. Disputò l'ultima gara prima del ritiro il 22 ottobre 2006, sul circuito di Interlagos. Prima della gara, durante la cerimonia, l'ex calciatore brasiliano Pelé gli donò un trofeo alla carriera. Inoltre la BMW-Sauber, come tributo nei suoi confronti, presentò sull'alettone posteriore la scritta "Thanks Michael" ("Grazie Michael") in omaggio al pilota tedesco.

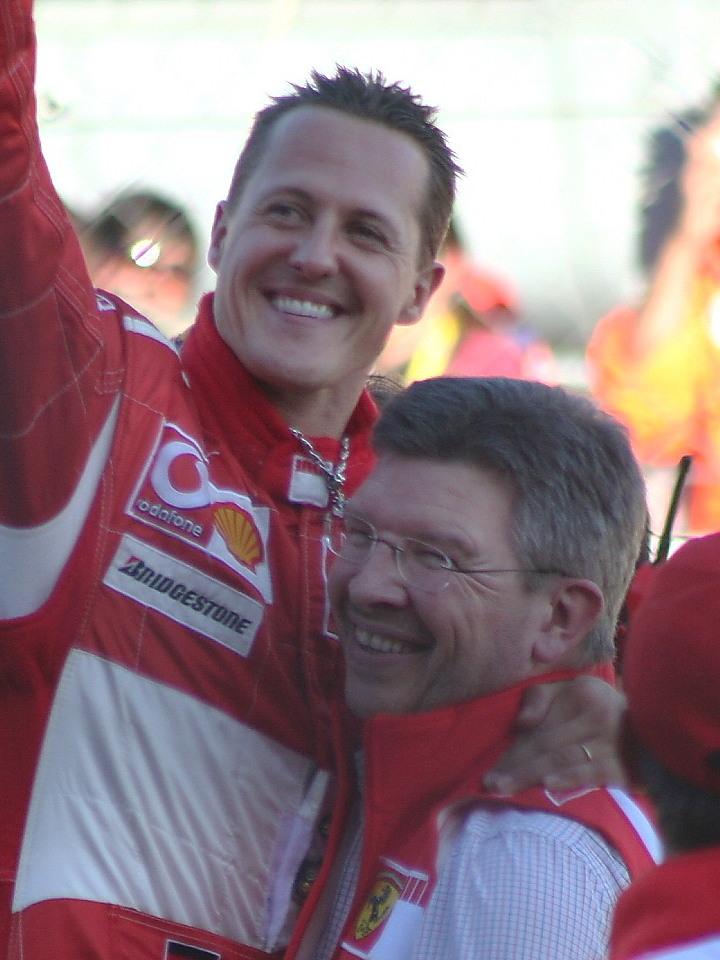
Schumacher (in alto) alle Finali Mondiali Ferrari del 2006 con Ross Brawn, ingegnere di riferimento del tedesco per tutta la sua carriera in Formula 1.

Il fine settimana, però, non fu molto fortunato per il tedesco che arrivò quarto dopo una gara in rimonta: partito decimo, a causa della rottura della pompa della benzina avvenuta il giorno precedente, rimontò subito quattro posizioni, e dopo aver sorpassato Fisichella sul rettilineo del traguardo, per un contatto con lo stesso, forò uno pneumatico e fu costretto a percorrere quasi un giro intero, molto lentamente, prima di raggiungere la corsia dei box. Dopo la sosta, Schumacher si trovava all'ultimo posto a circa 38" dal penultimo, e prossimo al doppiaggio, difatti era poco davanti al leader della corsa Massa. Il tedesco, però, riuscì a rimontare abbassando più volte il tempo sul giro, compiendo 13 sorpassi in poco più di 40 giri rimasti. Dopo una grande rimonta terminò la sua gara al quarto posto (distanziato di meno di 5" dal terzo e meno di 6" dal secondo) con un distacco di 24" dal vincitore.
A pochi giri dalla fine, compì il suo ultimo sorpasso ai danni di Räikkönen, suo successore in Ferrari l'anno successivo. Il mondiale così terminò con la seconda vittoria consecutiva di Alonso, seguito al secondo posto da Schumacher a 13 punti di distanza. Il titolo costruttori andò di nuovo alla Renault, che superò la casa di Maranello di soli 5 punti.

#### Il triennio da consulente e collaudatore (2007-2009)
Schumacher non abbandonò definitivamente la Ferrari, prendendo parte ad alcune gare del campionato 2007 come superconsulente, notizia anticipata a gennaio dal quotidiano tedesco Die Welt. Il tedesco fece la sua prima uscita in tale veste al Gran Premio di Spagna, riproponendosi in quello di Monaco e dopo ancora in quello del Canada, come assistente di Jean Todt. Annunciò poi che dal Gran Premio d'Ungheria in avanti, non sarebbe più stato presente al muretto Ferrari fino alla fine della stagione, volendosi dedicare maggiormente alla sua famiglia. Ha anche presentato la cerimonia per la vittoria del team tedesco nell'A1 Grand Prix, venendo acclamato dal pubblico presente. Il 13 novembre 2007 tornò in pista a Barcellona in veste di collaudatore, effettuando 64 giri con una Ferrari F2007 senza dispositivi elettronici e segnando il miglior tempo delle due giornate di test; successivamente partecipò ai test tenutisi a Jerez de la Frontera il 6 e 7 dicembre 2007 realizzando anche ottimi tempi su giro, pur confermando di non voler prendere parte a nessun campionato automobilistico.

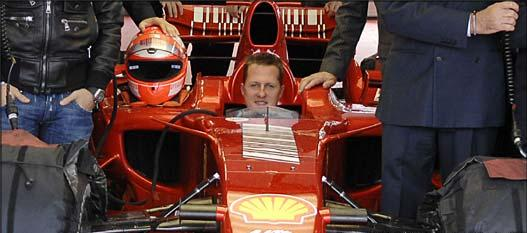
Schumacher in una giornata celebrativa a bordo della F2007 a Fiorano

A gennaio 2008 il presidente della Ferrari Luca Cordero di Montezemolo confermò l'impiego di Schumacher come terzo pilota della scuderia e come addetto allo sviluppo della vettura. Sempre nel 2008, partecipò al campionato tedesco di Superbike, ma senza mai andare a punti. Nonostante ciò il tedesco affermò di non voler intraprendere una seconda carriera sportiva. Successivamente divenne membro per la Germania della Commission for Global Road Safety della FIA e delle Nazioni Unite. L'11 febbraio 2009 Schumacher, durante un allenamento privato sul circuito di Cartagena, perse il controllo della sua Honda CBR 1000 e cadde malamente: subito soccorso, rimase qualche minuto privo di conoscenza. Trasportato in ospedale venne subito dichiarato fuori pericolo.
Il 29 luglio 2009, in seguito all'infortunio di Massa durante le qualificazioni del Gran Premio d'Ungheria, la Ferrari annunciò il ritorno alle corse in Formula 1 di Schumacher: sarebbe stato il tedesco a correre per le restanti gare della stagione 2009, a partire dal Gran Premio d'Europa a Valencia, al fianco di Räikkönen. L'11 agosto 2009, tuttavia, Schumacher, dopo alcuni test effettuati in pista, comunicò di dover rinunciare all'incarico a causa di alcuni problemi al collo risalenti all'incidente avvenuto sei mesi prima. A fine stagione si susseguirono una serie di voci circa un incontro tra lo stesso Schumacher e Ross Brawn, in quel momento proprietario della Brawn, team neocampione del mondo, che avevano vissuto insieme le esperienze in Benetton e Ferrari; i due avrebbero parlato di un possibile ritorno in Formula 1 del sette volte campione del mondo, al volante della Mercedes, a sua volta rientrante nella massima serie dopo ben 55 anni di assenza. Difatti la casa della Stella era in procinto di rilevare le quote di maggioranza della squadra di Ross Brawn, il quale sarebbe rimasto nelle vesti di direttore sportivo. Dopo più di un mese venne dato l'annuncio ufficiale del ritorno alle corse di Michael Schumacher.

#### Il ritorno alle corse con Mercedes e il secondo ritiro (2010-2012)

##### 2010

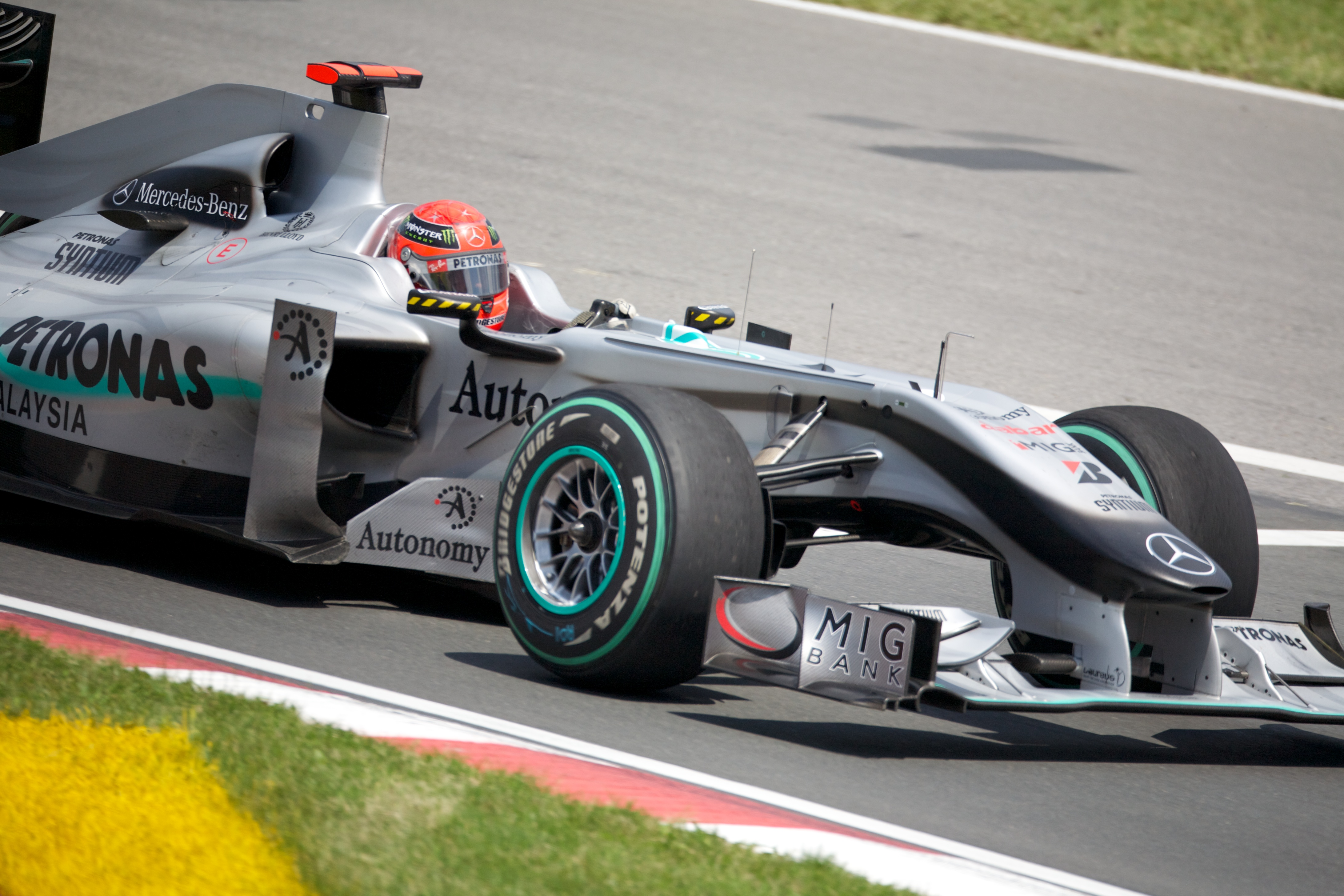
Schumacher al volante durante il Gran Premio del Canada 2010

Il 23 dicembre 2009 la scuderia Mercedes, appena costituitasi con l'acquisto da parte della casa tedesca del team neocampione del mondo Brawn, ufficializzò l'ingaggio, per le tre stagioni successive, del pilota tedesco, che avrebbe affiancato il suo connazionale Nico Rosberg. Nonostante le aspettative nel precampionato fossero piuttosto elevate, i risultati delle prime gare furono piuttosto deludenti per il team di Brackley: Schumacher colse un sesto posto al suo esordio in Bahrein e due decimi posti nei successivi tre Gran Premi. In Spagna come in Turchia arrivò quarto.
Nel prosieguo della stagione Schumacher continuò a deludere le aspettative, anche per via della scarsa competitività della vettura rispetto alle monoposto di vertice; nella parte centrale del campionato il pilota tedesco ottenne solo qualche piazzamento a punti. Nel Gran Premio d'Ungheria, chiuso in undicesima posizione, Schumacher venne penalizzato dai commissari per una manovra ai limiti del regolamento nei confronti di Rubens Barrichello, con il quale era in lotta per il decimo posto, venendo arretrato di dieci posizioni in griglia nel successivo Gran Premio del Belgio. Qui il pilota tedesco fu protagonista di una buona rimonta, chiudendo al settimo posto dopo aver preso il via dalla ventunesima posizione. Nel Gran Premio del Giappone, a Suzuka, Schumacher giunse al traguardo al sesto posto, mentre nell'inedito Gran Premio di Corea ripeté il miglior risultato stagionale, conquistando il quarto posto finale in una gara disputata sul bagnato. Dopo aver ottenuto un settimo posto e un ritiro per incidente nelle ultime due gare della stagione, Schumacher chiuse il campionato in nona posizione assoluta con 72 punti. Per la prima volta in carriera il pilota tedesco non ottenne né vittorie né podi in una stagione completa.

##### 2011

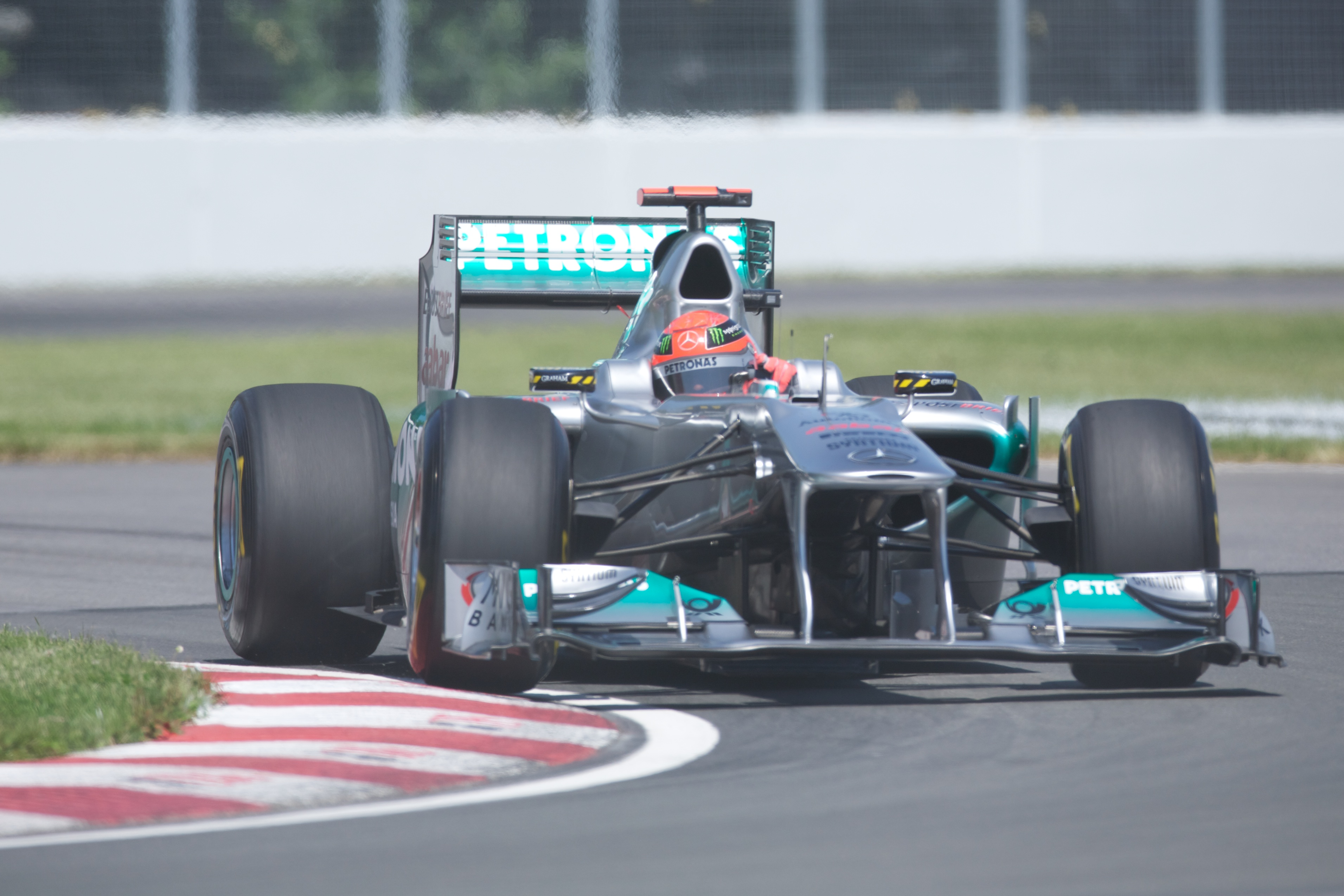
Schumacher durante il Gran Premio del Canada 2011

Tra le novità regolamentari più importanti introdotte in questa stagione figurarono il ritorno del Kers (il dispositivo in realtà non era mai stato bandito dal 2009 ma per la stagione 2010 le squadre si erano accordate per non usarlo) e della regola del 107%; venne inoltre introdotto, per la prima volta in Formula 1, il dispositivo dell'ala posteriore mobile per agevolare i sorpassi (Drag Reduction System o DRS). Cambiò anche il fornitore unico delle gomme: Pirelli e non più Bridgestone. La Mercedes iniziò la stagione con l'obiettivo di riscattare un deludente 2010 e inserirsi definitivamente tra i top team.
Nonostante i risultati deludenti della stagione precedente e continue voci su un nuovo possibile ritiro, Schumacher confermò il proprio impegno con la scuderia tedesca anche per le stagioni 2011 e 2012. In seguito si diffuse l'indiscrezione, poi confermata prima dalla scuderia e in seguito anche dallo stesso Schumacher, di un suo problema nell'affrontare le sessioni al simulatore per anticipare l'assetto delle corse.

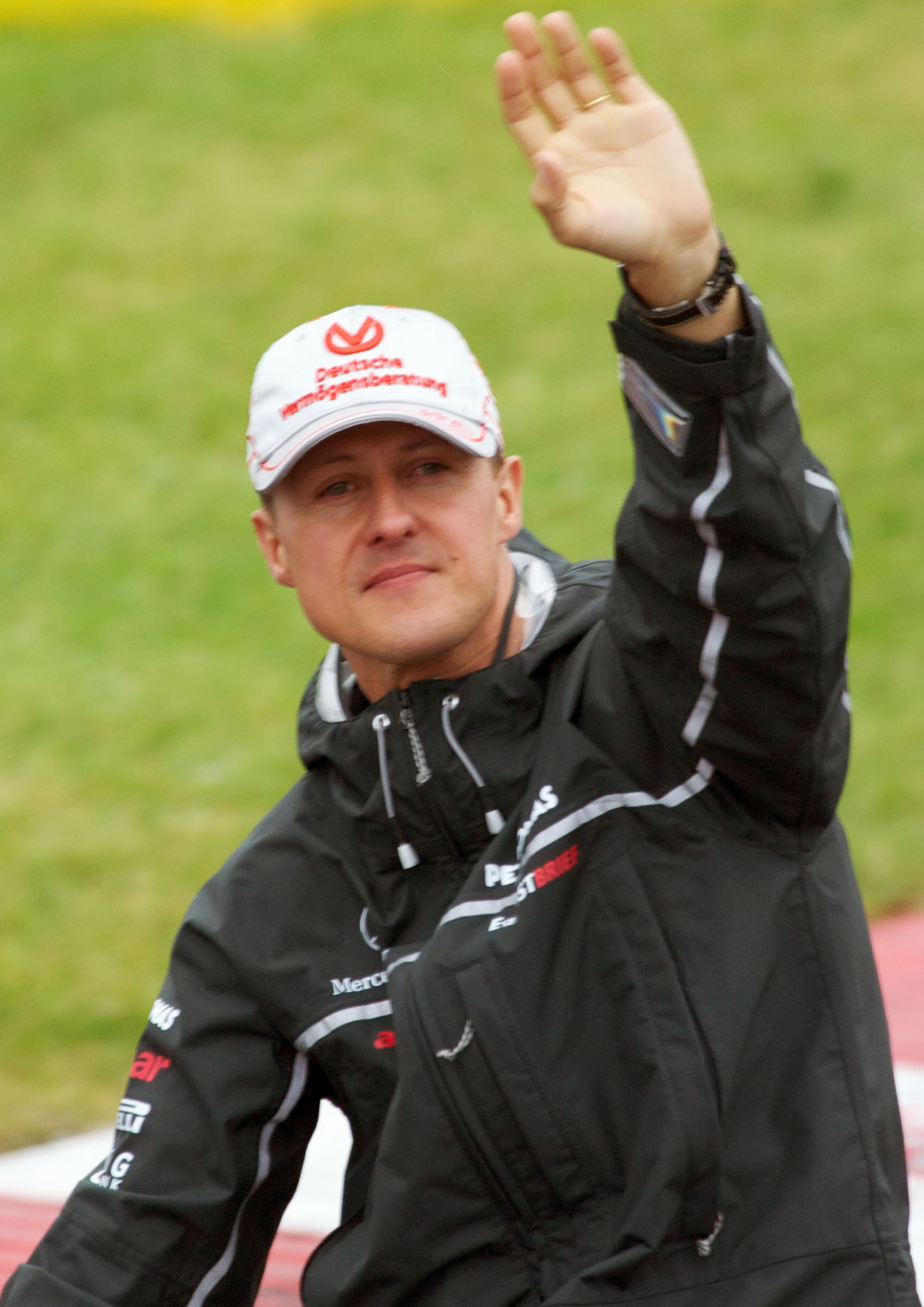
Schumacher saluta i tifosi nella parata precedente la gara di Montreal.

Nella gara inaugurale della stagione, il Gran Premio d'Australia, Schumacher non si qualificò tra i primi dieci e si dovette poi ritirare per i danni riportati dalla vettura in seguito a un tamponamento subito dopo la partenza. Escluso nuovamente dalla top ten nel successivo Gran Premio della Malesia, chiuse la gara in nona posizione, portando i primi punti stagionali alla Mercedes. Dopo aver ottenuto altri due piazzamenti a punti in Cina e in Spagna, nel rocambolesco Gran Premio del Canada Schumacher lottò a lungo per una posizione sul podio, dovendo cedere nel finale a Jenson Button e Mark Webber, alla guida di vetture più competitive, e chiudendo la gara in quarta posizione. Nelle quattro gare successive Schumacher non ottenne risultati di rilievo.
Nel Gran Premio di Germania sul circuito del Nürburgring, diventò il primo pilota a gareggiare su un tracciato nel quale gli è stata dedicata una curva, la "S Schumacher" collocata tra la "Shell Curve" e la "Dunlop Curve" (curve 9 e 10 del circuito). Nel Gran Premio d'Ungheria tornò brevemente in testa a un Gran Premio per la prima volta in quattro anni. Nel successivo Gran Premio del Belgio il pilota tedesco celebrò i 20 anni dal suo esordio ufficiale in Formula 1, avvenuto sullo stesso circuito Partito ultimo sulla griglia a causa di un incidente nelle prime fasi della qualifica, Schumacher compì una rimonta che lo portò al traguardo al quinto posto, risultato che ripeté nel successivo weekend di Monza, in una gara caratterizzata da un lungo duello con Lewis Hamilton.
Nelle ultime sei gare della stagione Schumacher ottenne altri tre piazzamenti a punti, che gli consentirono di migliorare il suo totale rispetto all'anno precedente. Il pilota tedesco conquistò l'ottava posizione nella classifica finale, per la seconda volta consecutiva in carriera con la Mercedes dal suo ritorno nel 2010, chiudendo la stagione senza ottenere vittorie o podi, né pole o giri veloci. In questa stessa stagione Schumacher ottenne un nuovo primato, ovvero quello del maggior numero di sorpassi (116) in una sola stagione.

##### 2012

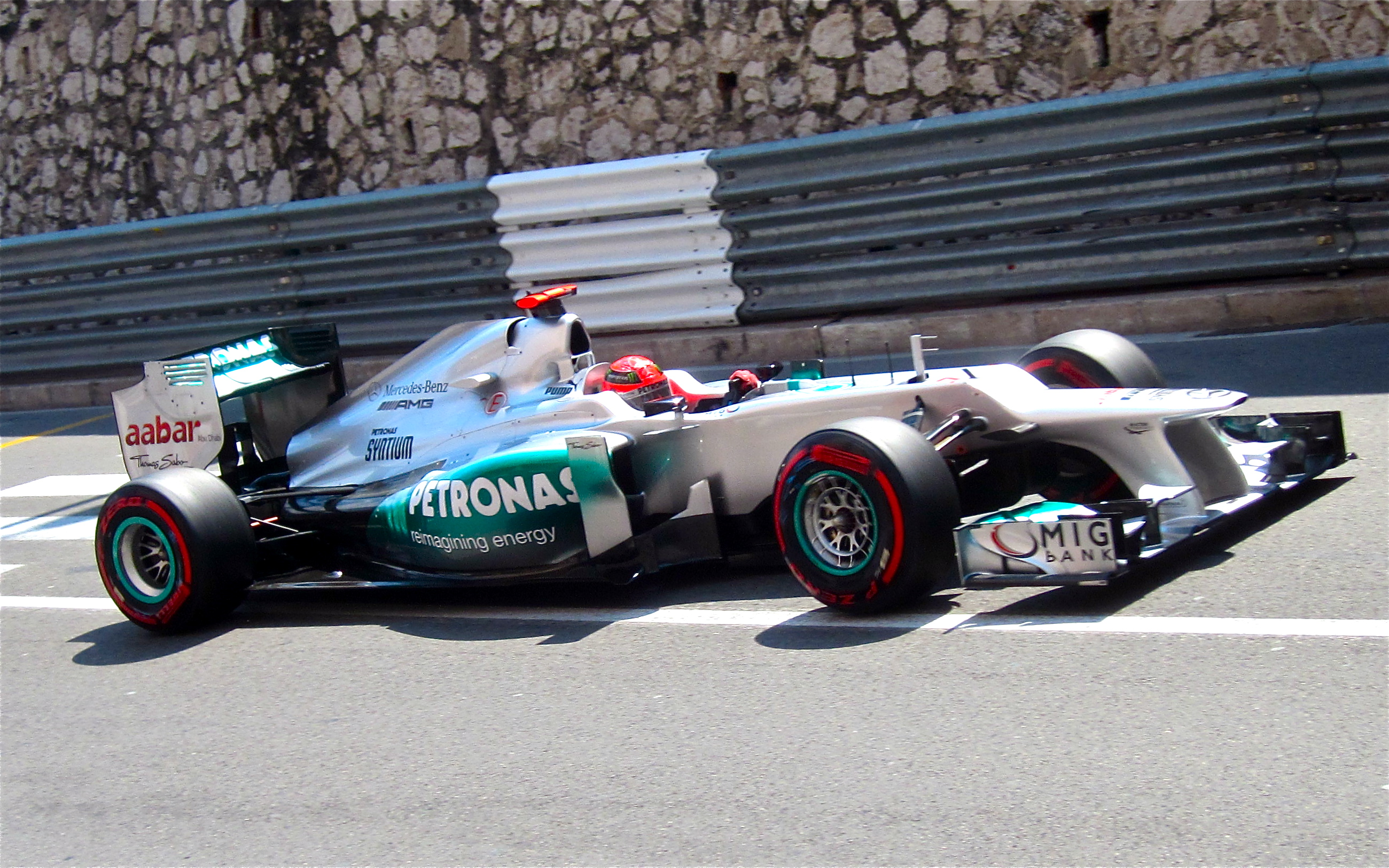
Schumacher impegnato nelle qualifiche del Gran Premio di Monaco 2012

Nelle prime tre gare della stagione 2012 Schumacher ottenne delle buone prestazioni in qualifica, piazzandosi sempre nelle prime due file. Tuttavia, in Australia e in Malesia il pilota tedesco non riuscì a confermare i buoni risultati la domenica, per problemi di consumo degli pneumatici nella prima occasione e per un incidente con Romain Grosjean nella seconda. In Cina, invece, fu costretto al ritiro a causa di un bullone non fissato alla ruota anteriore destra mentre era in seconda posizione alle spalle del compagno di squadra Nico Rosberg. Nel Gran Premio di Spagna Schumacher tamponò Bruno Senna, mettendo fuori gara se stesso e il brasiliano della Williams. L'incidente gli costò cinque posizioni di penalità sulla griglia di partenza nel successivo Gran Premio di Monaco, nel quale il pilota tedesco fece segnare il miglior tempo in qualifica, dovendo però scattare dal sesto posto.

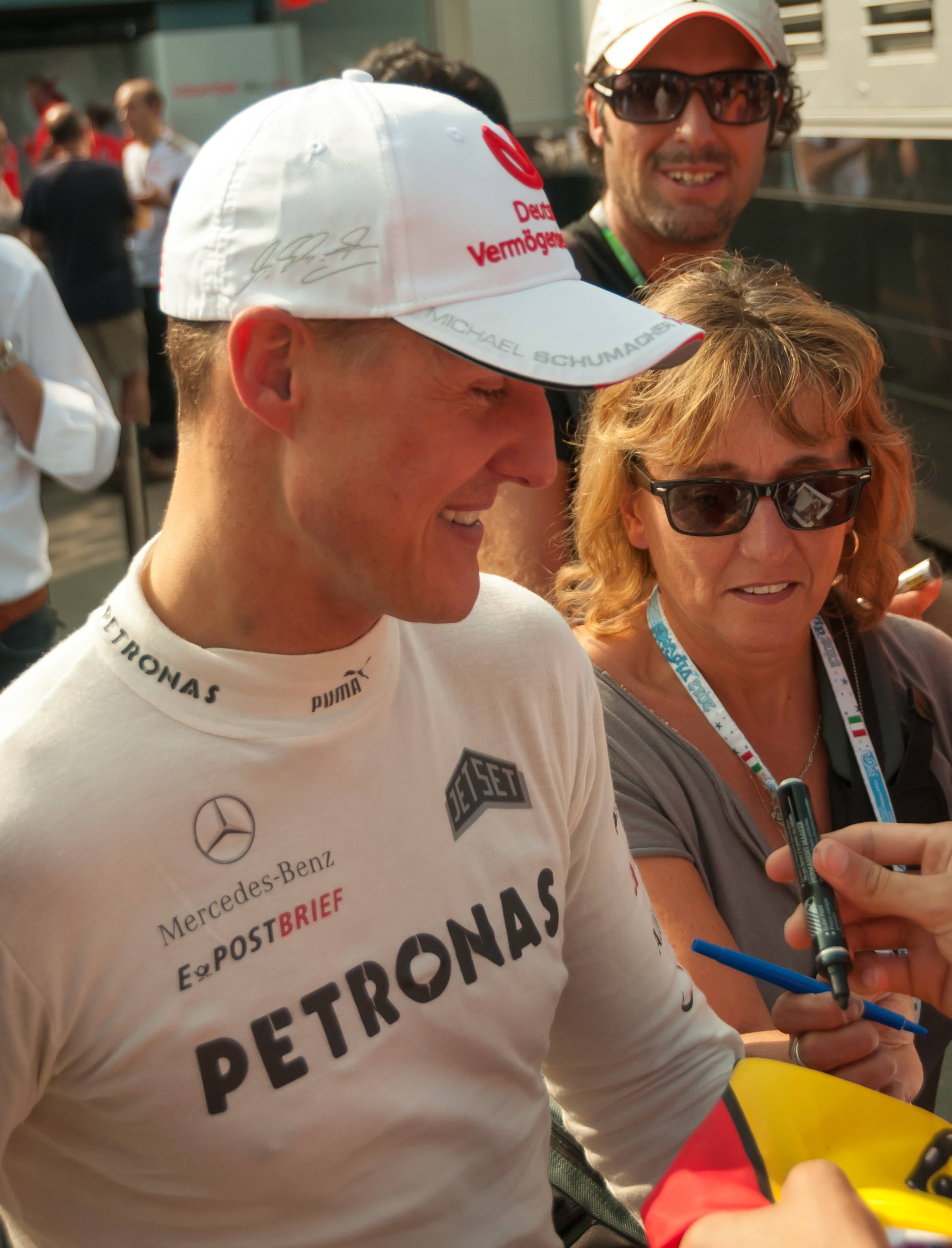
Schumacher firma autografi nel fine settimana del Gran Premio d'Italia 2012

In gara Schumacher si ritirò per problemi tecnici. Dopo un altro ritiro, sempre per problemi tecnici, nel Gran Premio del Canada, a Valencia il pilota tedesco, partito dalla dodicesima posizione, riuscì a conquistare il terzo posto, giungendo per la prima volta sul podio dopo il rientro in Formula 1. In Gran Bretagna Schumacher ottenne la terza posizione nelle qualifiche, svoltesi sul bagnato, mentre in gara scivolò al settimo posto, risultato che ripeté nel seguente Gran Premio di Germania; in questa occasione il tedesco fece segnare anche il giro più veloce, il primo dal suo ritorno in Formula 1. Nell'appuntamento successivo in Ungheria spense il motore durante la procedura di partenza, retrocedendo così all'ultimo posto e, dopo aver subito una penalità per aver superato il limite di velocità in corsia box, interruppe la sua corsa per problemi meccanici.
Al rientro dalla sosta estiva, durante la corsa disputato in Belgio e chiusa al settimo posto, il tedesco, a ventuno anni dal suo esordio in Formula 1, festeggiò il traguardo dei 300 Gran Premi in carriera. Dopo aver conquistato un sesto posto nel Gran Premio d'Italia, a Singapore Schumacher registrò un nuovo ritiro, dopo aver sbagliato una frenata e tamponato il francese Vergne, provocandone al contempo il ritiro. La manovra gli costò una penalizzazione di 10 posizioni in griglia nel successivo Gran Premio del Giappone. Il 4 ottobre 2012, a seguito dell'ingaggio di Lewis Hamilton da parte della Mercedes per la stagione 2013, annunciò ufficialmente il secondo ritiro dalle competizioni al termine della stagione 2012.
Nelle gare successive all'annuncio Schumacher non ottenne risultati degni di nota, classificandosi sempre fuori dalla zona punti anche per via della scarsa competitività della vettura. Nel Gran Premio degli Stati Uniti il pilota tedesco ottenne il sesto tempo in qualifica, ma in gara non fu in grado di confermarsi, chiudendo sedicesimo; nella circostanza il tedesco divenne il pilota con più chilometri percorsi nei Gran Premi di Formula 1, battendo il primato che apparteneva a Barrichello. Nel Gran Premio del Brasile, ultima gara della carriera, Schumacher ritornò a punti tagliando il traguardo in settima posizione al termine di una gara piuttosto rocambolesca disputatasi sul bagnato. Il tedesco chiuse la sua ultima stagione in Formula 1 in tredicesima posizione in classifica generale con 49 punti.

## Risultati

### Formula 1
| 1991 | Scuderia        | Vettura  |  |  |  |  |  |  |  |  |  |  |     |   |   |   |     |     |  |  |  |  | Punti | Pos. |
| ---- | --------------- | -------- |  |  |  |  |  |  |  |  |  |  | --- | - | - | - | --- | --- |  |  |  |  | ----- | ---- |
| 1991 | Jordan Benetton | 191 B191 |  |  |  |  |  |  |  |  |  |  | Rit | 5 | 6 | 6 | Rit | Rit |  |  |  |  | 4     | 13º  |

| 1992 | Scuderia | Vettura |   |   |   |   |     |   |   |     |   |   |     |   |   |   |     |   |  |  |  |  | Punti | Pos. |
| ---- | -------- | ------- | - | - | - | - | --- | - | - | --- | - | - | --- | - | - | - | --- | - |  |  |  |  | ----- | ---- |
| 1992 | Benetton | B192    | 4 | 3 | 3 | 2 | Rit | 4 | 2 | Rit | 4 | 3 | Rit | 1 | 3 | 7 | Rit | 2 |  |  |  |  | 53    | 3º   |

| 1993 | Scuderia | Vettura     |     |   |     |   |   |     |   |   |   |   |     |   |     |   |     |     |  |  |  |  | Punti | Pos. |
| ---- | -------- | ----------- | --- | - | --- | - | - | --- | - | - | - | - | --- | - | --- | - | --- | --- |  |  |  |  | ----- | ---- |
| 1993 | Benetton | B193A/B193B | Rit | 3 | Rit | 2 | 3 | Rit | 2 | 3 | 2 | 2 | Rit | 2 | Rit | 1 | Rit | Rit |  |  |  |  | 52    | 4º   |

| 1994 | Scuderia | Vettura |   |   |   |   |   |   |   |    |     |   |    |    |    |   |   |     |  |  |  |  | Punti | Pos. |
| ---- | -------- | ------- | - | - | - | - | - | - | - | -- | --- | - | -- | -- | -- | - | - | --- |  |  |  |  | ----- | ---- |
| 1994 | Benetton | B194    | 1 | 1 | 1 | 1 | 2 | 1 | 1 | SQ | Rit | 1 | SQ | ES | ES | 1 | 2 | Rit |  |  |  |  | 92    | 1º   |

| 1995 | Scuderia | Vettura |   |   |     |   |   |   |   |     |   |    |   |     |   |   |   |   |     |  |  |  | Punti | Pos. |
| ---- | -------- | ------- | - | - | --- | - | - | - | - | --- | - | -- | - | --- | - | - | - | - | --- |  |  |  | ----- | ---- |
| 1995 | Benetton | B195    | 1 | 3 | Rit | 1 | 1 | 5 | 1 | Rit | 1 | 11 | 1 | Rit | 2 | 1 | 1 | 1 | Rit |  |  |  | 102   | 1º   |

| 1996 | Scuderia | Vettura |     |   |     |   |   |     |   |     |    |     |   |   |   |   |   |   |  |  |  |  | Punti | Pos. |
| ---- | -------- | ------- | --- | - | --- | - | - | --- | - | --- | -- | --- | - | - | - | - | - | - |  |  |  |  | ----- | ---- |
| 1996 | Ferrari  | F310    | Rit | 3 | Rit | 2 | 2 | Rit | 1 | Rit | NP | Rit | 4 | 9 | 1 | 1 | 3 | 2 |  |  |  |  | 59    | 3º   |

| 1997 | Scuderia | Vettura |   |   |     |   |   |   |   |   |     |   |   |   |   |   |     |   |     |  |  |  | Punti | Pos. |
| ---- | -------- | ------- | - | - | --- | - | - | - | - | - | --- | - | - | - | - | - | --- | - | --- |  |  |  | ----- | ---- |
| 1997 | Ferrari  | F310B   | 2 | 5 | Rit | 2 | 1 | 4 | 1 | 1 | Rit | 2 | 4 | 1 | 6 | 6 | Rit | 1 | Rit |  |  |  | 78‡   | SQ   |

| 1998 | Scuderia | Vettura |     |   |   |   |   |    |   |   |   |   |   |   |     |   |   |     |  |  |  |  | Punti | Pos. |
| ---- | -------- | ------- | --- | - | - | - | - | -- | - | - | - | - | - | - | --- | - | - | --- |  |  |  |  | ----- | ---- |
| 1998 | Ferrari  | F300    | Rit | 3 | 1 | 2 | 3 | 10 | 1 | 1 | 1 | 3 | 5 | 1 | Rit | 1 | 2 | Rit |  |  |  |  | 86    | 2º   |

| 1999 | Scuderia | Vettura |   |   |   |   |   |     |   |    |     |     |     |     |     |     |   |   |  |  |  |  | Punti | Pos. |
| ---- | -------- | ------- | - | - | - | - | - | --- | - | -- | --- | --- | --- | --- | --- | --- | - | - |  |  |  |  | ----- | ---- |
| 1999 | Ferrari  | F399    | 8 | 2 | 1 | 1 | 3 | Rit | 5 | NP | INF | INF | INF | INF | INF | INF | 2 | 2 |  |  |  |  | 44    | 5º   |

| 2000 | Scuderia | Vettura |   |   |   |   |   |   |     |   |     |     |     |   |   |   |   |   |   |  |  |  | Punti | Pos. |
| ---- | -------- | ------- | - | - | - | - | - | - | --- | - | --- | --- | --- | - | - | - | - | - | - |  |  |  | ----- | ---- |
| 2000 | Ferrari  | F1-2000 | 1 | 1 | 1 | 3 | 5 | 1 | Rit | 1 | Rit | Rit | Rit | 2 | 2 | 1 | 1 | 1 | 1 |  |  |  | 108   | 1º   |

| 2001 | Scuderia | Vettura |   |   |   |     |   |   |   |   |   |   |   |     |   |   |   |   |   |  |  |  | Punti | Pos. |
| ---- | -------- | ------- | - | - | - | --- | - | - | - | - | - | - | - | --- | - | - | - | - | - |  |  |  | ----- | ---- |
| 2001 | Ferrari  | F2001   | 1 | 1 | 2 | Rit | 1 | 2 | 1 | 2 | 1 | 1 | 2 | Rit | 1 | 1 | 4 | 2 | 1 |  |  |  | 123   | 1º   |

| 2002 | Scuderia | Vettura |   |   |   |   |   |   |   |   |   |   |   |   |   |   |   |   |   |  |  |  | Punti | Pos. |
| ---- | -------- | ------- | - | - | - | - | - | - | - | - | - | - | - | - | - | - | - | - | - |  |  |  | ----- | ---- |
| 2002 | Ferrari  | F2002   | 1 | 3 | 1 | 1 | 1 | 1 | 2 | 1 | 2 | 1 | 1 | 1 | 2 | 1 | 2 | 2 | 1 |  |  |  | 144   | 1º   |

| 2003 | Scuderia | Vettura  |   |   |     |   |   |   |   |   |   |   |   |   |   |   |   |   |  |  |  |  | Punti | Pos. |
| ---- | -------- | -------- | - | - | --- | - | - | - | - | - | - | - | - | - | - | - | - | - |  |  |  |  | ----- | ---- |
| 2003 | Ferrari  | F2003-GA | 4 | 6 | Rit | 1 | 1 | 1 | 3 | 1 | 5 | 3 | 4 | 7 | 8 | 1 | 1 | 8 |  |  |  |  | 93    | 1º   |

| 2004 | Scuderia | Vettura |   |   |   |   |   |     |   |   |   |   |   |   |   |   |   |    |   |   |  |  | Punti | Pos. |
| ---- | -------- | ------- | - | - | - | - | - | --- | - | - | - | - | - | - | - | - | - | -- | - | - |  |  | ----- | ---- |
| 2004 | Ferrari  | F2004   | 1 | 1 | 1 | 1 | 1 | Rit | 1 | 1 | 1 | 1 | 1 | 1 | 1 | 2 | 2 | 12 | 1 | 7 |  |  | 148   | 1º   |

| 2005 | Scuderia | Vettura |     |   |     |   |     |   |   |   |   |   |   |   |   |     |    |     |   |   |     |  | Punti | Pos. |
| ---- | -------- | ------- | --- | - | --- | - | --- | - | - | - | - | - | - | - | - | --- | -- | --- | - | - | --- |  | ----- | ---- |
| 2005 | Ferrari  | F2005   | Rit | 7 | Rit | 2 | Rit | 7 | 5 | 2 | 1 | 3 | 6 | 5 | 2 | Rit | 10 | Rit | 4 | 7 | Rit |  | 62    | 3º   |

| 2006 | Scuderia | Vettura |   |   |     |   |   |   |   |   |   |   |   |   |   |   |   |   |     |   |  |  | Punti | Pos. |
| ---- | -------- | ------- | - | - | --- | - | - | - | - | - | - | - | - | - | - | - | - | - | --- | - |  |  | ----- | ---- |
| 2006 | Ferrari  | 248 F1  | 2 | 6 | Rit | 1 | 1 | 2 | 5 | 2 | 2 | 1 | 1 | 1 | 8 | 3 | 1 | 1 | Rit | 4 |  |  | 121   | 2º   |

| 2010 | Scuderia | Vettura |   |    |     |    |   |    |   |    |    |   |   |    |   |   |    |   |   |   |     |  | Punti | Pos. |
| ---- | -------- | ------- | - | -- | --- | -- | - | -- | - | -- | -- | - | - | -- | - | - | -- | - | - | - | --- |  | ----- | ---- |
| 2010 | Mercedes | MGP W01 | 6 | 10 | Rit | 10 | 4 | 12 | 4 | 11 | 15 | 9 | 9 | 11 | 7 | 9 | 13 | 6 | 4 | 7 | Rit |  | 72    | 9º   |

| 2011 | Scuderia | Vettura |     |   |   |    |   |     |   |    |   |   |     |   |   |     |   |     |   |   |    |  | Punti | Pos. |
| ---- | -------- | ------- | --- | - | - | -- | - | --- | - | -- | - | - | --- | - | - | --- | - | --- | - | - | -- |  | ----- | ---- |
| 2011 | Mercedes | MGP W02 | Rit | 9 | 8 | 12 | 6 | Rit | 4 | 17 | 9 | 8 | Rit | 5 | 5 | Rit | 6 | Rit | 5 | 7 | 15 |  | 76    | 8º   |

| 2012 | Scuderia | Vettura |     |    |     |    |     |     |     |   |   |   |     |   |   |     |    |    |    |    |    |   | Punti | Pos. |
| ---- | -------- | ------- | --- | -- | --- | -- | --- | --- | --- | - | - | - | --- | - | - | --- | -- | -- | -- | -- | -- | - | ----- | ---- |
| 2012 | Mercedes | F1 W03  | Rit | 10 | Rit | 10 | Rit | Rit | Rit | 3 | 7 | 7 | Rit | 7 | 6 | Rit | 11 | 13 | 22 | 11 | 16 | 7 | 49    | 13º  |

| Legenda | 1º posto     | 2º posto | 3º posto    | A punti         | Senza punti/Non class.  | Grassetto – Pole position Corsivo – Giro più veloce |
| Legenda | Squalificato | Ritirato | Non partito | Non qualificato | Solo prove/Terzo pilota | Grassetto – Pole position Corsivo – Giro più veloce |

## Casco

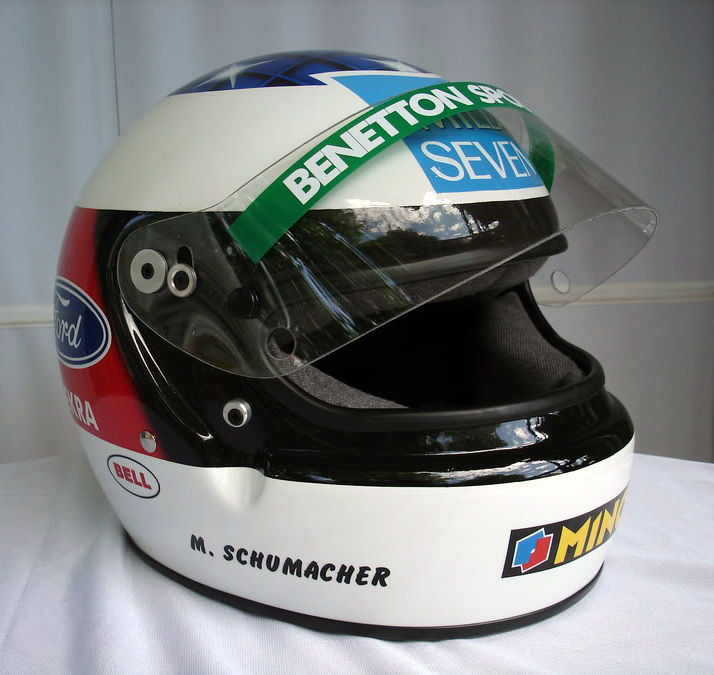
Casco utilizzato da Schumacher nella stagione, quella del primo titolo mondiale con Benetton.

Il casco originale di Schumacher era principalmente bianco con una fascia orizzontale (allineata alla visiera) recante i colori della bandiera tedesca; la parte superiore della calotta era invece caratterizzata da un cerchio blu con degli asteroidi bianchi. Quando Michael ebbe Jos Verstappen come compagno alla Benetton, scelse di aggiungere tre bande orizzontali rosse nella parte frontale (sopra la visiera) del suo casco, per consentire una maggior riconoscibilità agli osservatori.
Una volta approdato alla Ferrari aggiunse sul retro del casco (nella parte gialla della fascia con la bandiera tedesca) un cavallino rampante. Dal Gran Premio di Monaco 2000, per differenziare il suo casco da quello del suo compagno di squadra Rubens Barrichello (dai colori molto simili), Schumacher sostituì le parti bianche con il rosso.

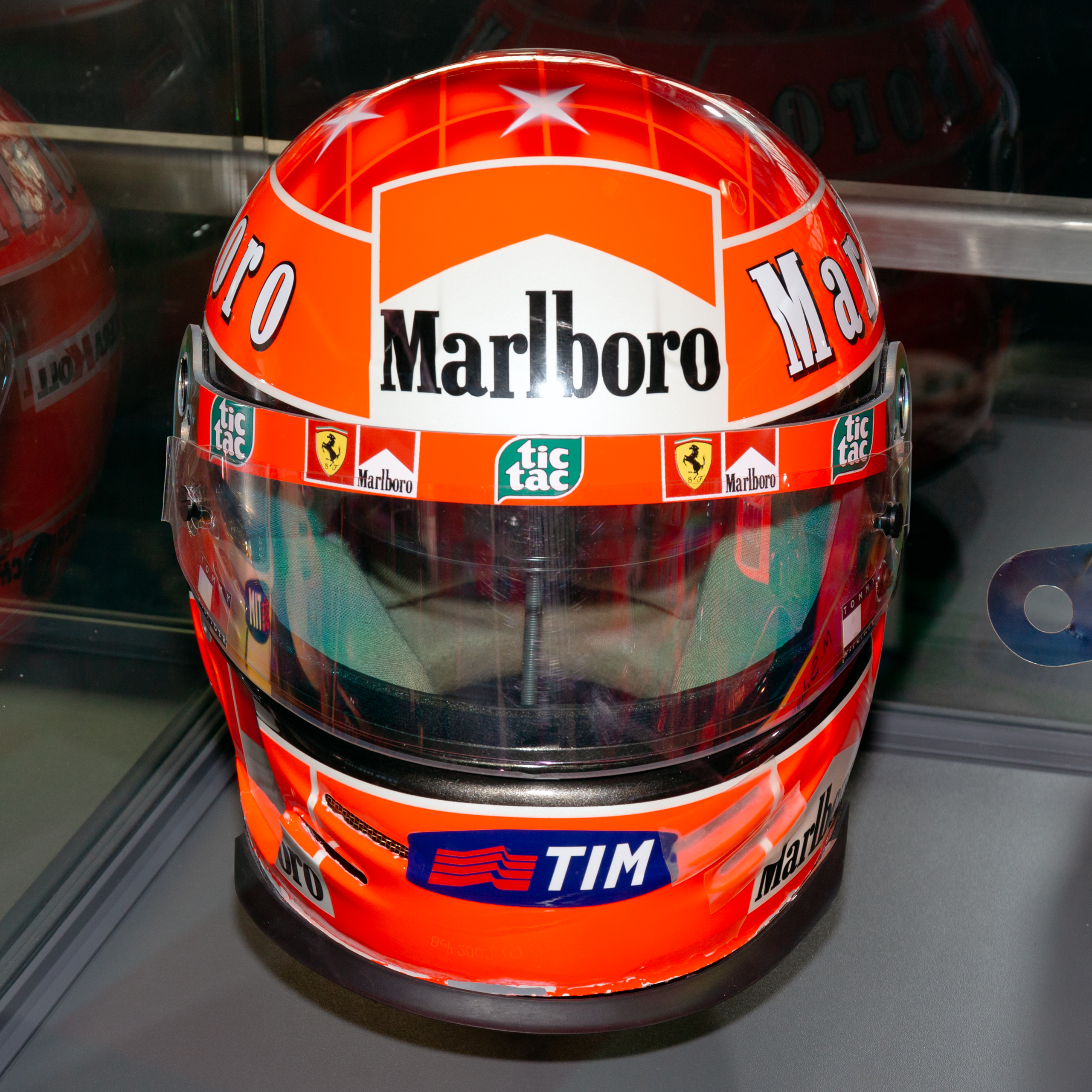
Il casco utilizzato da Schumacher nel Gran Premio del Giappone 2000, ove vinse il terzo titolo mondiale nonché primo con Ferrari.

Con il ritorno all'attività alla guida della Mercedes, è stato aggiunto nella parte frontale del casco (al centro sopra la visiera) il simbolo della Mercedes; la bandiera tedesca, presente nella parte posteriore, è stata rimossa così come il cavallino rampante (che simboleggiava il precedente team di appartenenza), sostituiti da due dragoni cinesi. In prossimità della parte superiore è stata applicata una banda nera (contenente il nome di uno sponsor) disposta a semicerchio (dalla parte sinistra ruota intorno al casco fino alla parte destra). Nella parte superiore del casco sono presenti sette stelle che stanno a simboleggiare i sette titoli mondiali vinti dal pilota tedesco.
In occasione dell'anniversario per i vent'anni di Formula 1, celebrato nel Gran Premio del Belgio 2011, è stato prodotto un casco inedito con il quale Schumacher ha corso per l'intero evento. Il casco era dorato placcato da un sottile strato di 100 lamine d'oro. Nella parte superiore così come in quella posteriore, è stato confermato il design del casco usuale: sempre con la banda nera disposta a semicerchio, le sette stelle dei campionati vinti (questa volta colorate di nero), e i due dragoni sul retro. Nella parte laterale del casco invece è stata applicata una banda verticale nera, che scende dal semicerchio posizionato nella parte superiore, disposta diagonalmente che scende fino alla parte inferiore del casco. La banda viene interrotta centralmente dalla targa che celebra i vent'anni di Formula 1, difatti vi sono raffigurate le sette stelline tra la data dell'anno d'esordio in Formula 1 (posizionata sopra di esse) e quella della stagione in corso (posizionata sotto).
Il 2 settembre 2012, in occasione del Gran Premio del Belgio a Spa-Francorchamps, Michael Schumacher ha sfoggiato un altro casco celebrativo di color platino, in occasione della partecipazione del pilota tedesco al 300º Gran Premio di Formula 1. Le motivazioni della scelta del metallo stanno nella preziosità, nella sua rarità e nella sua particolare resistenza. Il casco è di produzione tedesca, della ditta Schuberth di Magdeburgo, e presenta di fronte, sopra la visiera, la scritta dello sponsor di carburante Petronas e il simbolo della stella Mercedes. Ai lati si vedono i simboli dello sponsor di una nota ditta di bevande energetiche, Monster Energy e il logo MS del suo marchio personale, mentre sopra c'è un disegno tribale rosso. Sui lati si trova anche la scritta celebrativa che ricorda appunto le trecento partenze in Formula 1. Sul retro, infine, i due draghi rossi cinesi, ormai cari a Schumacher, dal giorno del suo rientro in Formula 1.

## Riconoscimenti
- Pilota dell'anno dell'ADAC nel 1992
- Volante d'oro nel 1993 e 2011

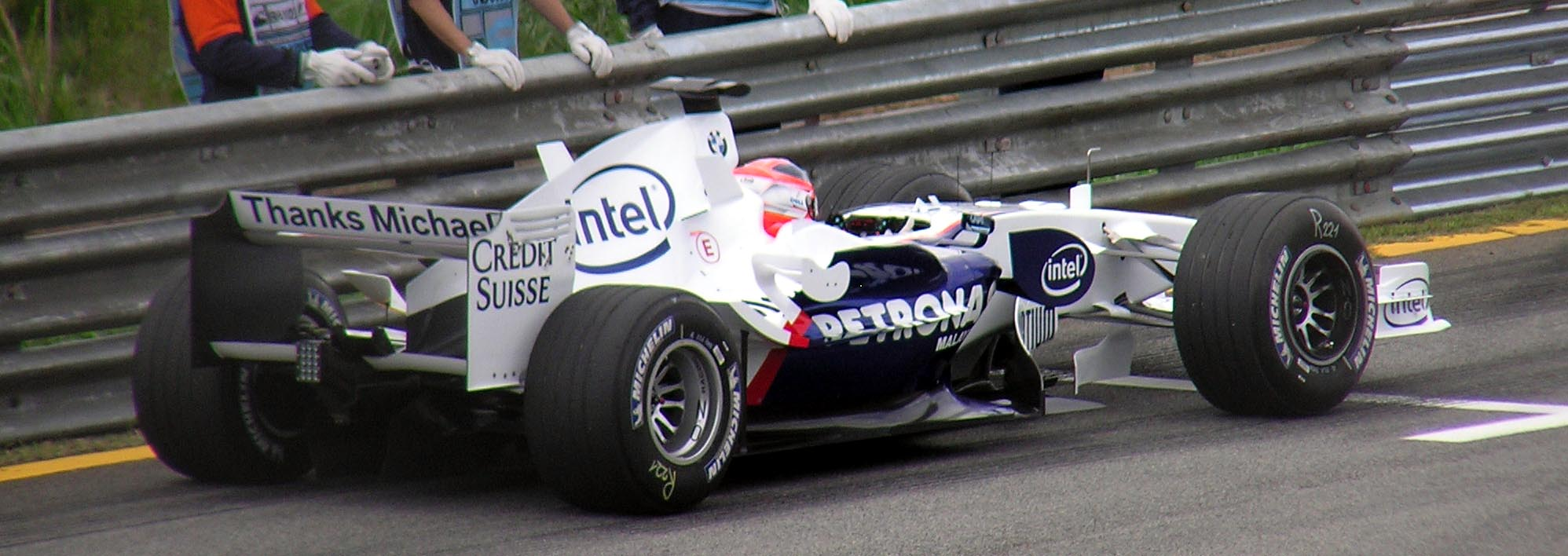
L'alettone della BMW Sauber omaggia Schumacher in occasione del Gran Premio del Brasile 2006

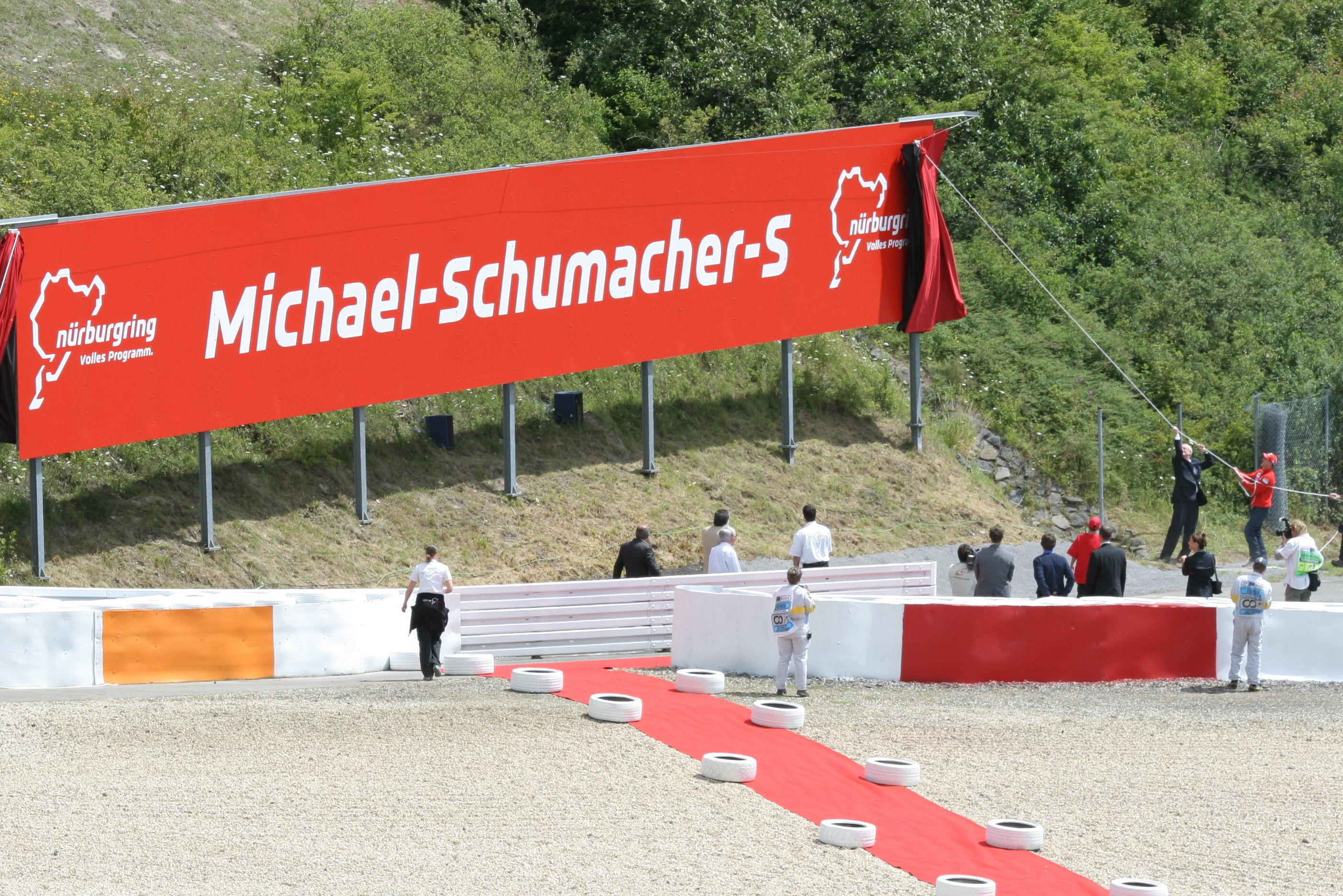
Schumacher e Bernie Ecclestone (sulla destra) ufficializzano l'intitolazione al pilota della "S" sul circuito del Nürburgring nel 2007

- Premio dello Sport di AvD nel 1994
- Sportivo europeo dell'anno nel 1994, 2001, 2002 e 2003[166]
- Autosport International Racing Driver of the Year nel 1995, 2000, 2001 e 2002[167][168]
- Sportivo tedesco dell'anno nel 1995 e 2004[169]
- Silbernes Lorbeerblatt nel 1997[170]
- Leone d'Oro di RTL nel 1997
- Sportivo mondiale dell'anno de La Gazzetta dello Sport nel 2001 e 2002
- Campione dei Campioni de L'Équipe nel 2001, 2002 e 2003
- Cittadinanza onoraria della Città di Modena dal 2001
- Sportivo dell'anno ai Laureus World Sports Awards nel 2002 e 2004
- Campione di Sport dell'UNESCO nel 2002
- Trofeo Lorenzo Bandini nel 2003[171]
- Ambasciatore a disposizione della Repubblica di San Marino dal 2003[172]
- Atleta del secolo nel 2004[173]
- Cittadinanza onoraria della Città di Maranello dal 2006
- Medaglia d'oro per gli sport motoristici della FIA nel 2006[174]
- Intitolazione della "S Schumacher" sul circuito del Nürburgring nel 2007
- Ambasciatore svizzero per gli Europei di calcio 2008[175]
- Premio Principe delle Asturie nel 2007
- Premio speciale della Deutscher Fernsehpreis nel 2007
- Sportivo dell'anno di GQ nel 2010
- Inserito nella FIA Hall of Fame di Parigi dal 2017.
- FIA President Award nel 2020[176]

È stato inoltre candidato altre quattro volte per il premio sportivo dell'anno.